# Estambul
Estambul (en turco: İstanbulⓘ), antiguamente conocida como Bizancio y Constantinopla, es la ciudad más poblada de Turquía y el centro histórico, cultural y económico del país. Es una ciudad transcontinental, ubicada en el estrecho del Bósforo, que separa Europa y Asia, entre el mar de Mármara y el mar Negro. Con más de 15 millones de habitantes, es una de las ciudades más pobladas del mundo y la más poblada de Europa. La mayor parte de la población es de religión musulmana, si bien existen minorías de cristianos (68 000) y judíos (22 000).
Fue fundada con el nombre de Bizancio en el promontorio de Sarayburnu alrededor del año 667 a. C., y su influencia y tamaño fueron creciendo hasta convertirse en una de las ciudades más importantes de la historia universal. Desde su refundación bajo el nombre de Constantinopla en el 330 d. C., Estambul ha sido la capital de los imperios romano y bizantino (330-1204 y 1261-1453), latino (1204-1261) y otomano (1453-1922). Fue una de las ciudades en las que floreció el primer cristianismo y, más adelante, el cristianismo ortodoxo. Tras la caída de Constantinopla ante los otomanos en 1453, la ciudad fue transformada en la sede del califato otomano y se transformó progresivamente en una ciudad musulmana. Sin embargo, la influencia del cristianismo en la ciudad es innegable.
Es también la capital administrativa de la provincia de Estambul (de la que cubre 27 distritos) en la llamada Rumelia o Tracia Oriental. Aunque la capital política y administrativa es Ankara, Estambul sigue siendo una ciudad que tiene un papel fundamental en la industria, el comercio y la cultura de Turquía. Alberga más de una docena de universidades. Es sede del Patriarcado Ecuménico de Constantinopla, cabeza de la Iglesia ortodoxa. Con el final de la Primera Guerra Mundial y la derrota del Imperio otomano, el territorio europeo otomano quedó reducido a unas decenas de kilómetros en torno a Estambul. El 13 de octubre de 1923, antes de la promulgación del estado turco sucesor, la República de Turquía, el parlamento turco trasladó legalmente la capitalidad a Ankara.
El nombre de İstanbul ya era usado desde hacía varios siglos en el país, aunque inicialmente hacía referencia solo la región amurallada de la ciudad, cuyo conjunto seguía siendo referido como Constantinopla. El nombre de Estambul se oficializó en 1876, pero no fue estandarizado en Occidente hasta fines de 1929. Con el cambio del alfabeto árabe al latino, las autoridades turcas pidieron oficialmente a los países extranjeros, el 28 de marzo de 1930, que se refiriera a la ciudad como Estambul.
Las zonas históricas de Estambul fueron declaradas Patrimonio de la Humanidad por la Unesco en el año 1985, por sus importantes monumentos y restos históricos. Actualmente hay varios monumentos de la época cristiana que se han dejado en el abandono total, ejemplo de ello son los restos del hipódromo de Constantinopla, el Foro de Teodosio (similar al de Roma) y parte de las murallas de Constantinopla.

## Etimología

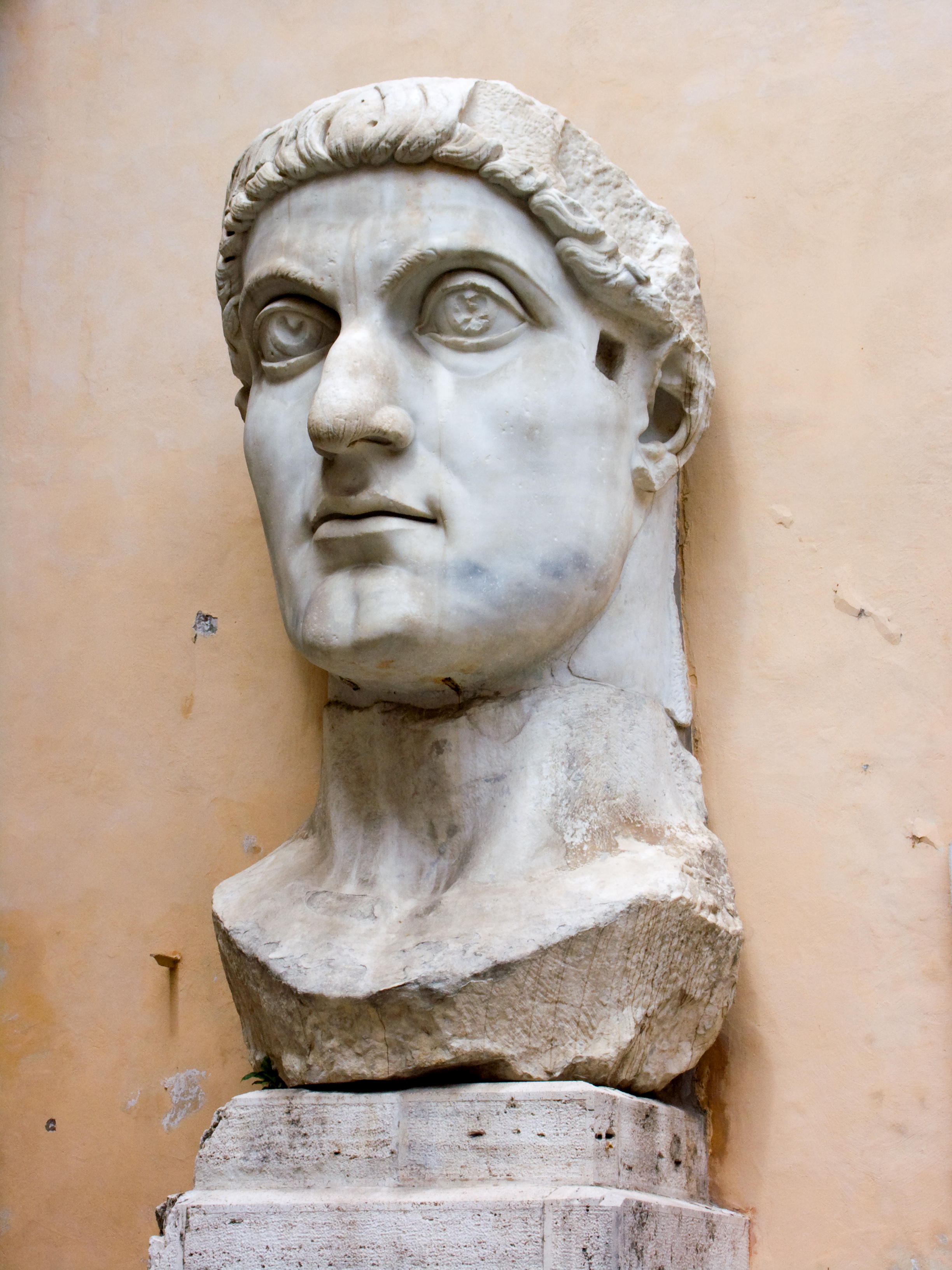
Constantino I fue el primer emperador en detener la persecución de los cristianos y dar libertad de culto al cristianismo. Constantino es conocido también por haber refundado la ciudad de Bizancio, llamándola «Nueva Roma» o Constantinopla.

İstanbul proviene de la frase coloquial en griego medieval de "στην Πόλιv" (stin Pólin), traducido como "en la ciudad" o "a la ciudad", en referencia a la ciudad de Constantinopla, i Polis ('la ciudad'). Variaciones de stin Pólin ya aparecen desde el siglo X; según las fuentes armenias, para el siglo XIV las dos palabras ya estaban unidas en una sola: Stəmbawl. Las tres variantes del primer elemento (stin, sten y stan) se habrían escuchado en varias partes de Anatolia hasta principios del siglo XX.
La forma intermedia Stambol fue comúnmente empleada por los turcos en el siglo XIX. La consonante “m” que aparece en medio es de igual forma, una norma lingüística de la lengua turca, que cambia la “n” anterior a una letra “p” o “b” (al igual que en español), como por ejemplo en çenber → çember, anbar → ambar, aunque las reglas de este tipo no siempre son observadas en los nombres propios, como en el caso de İstanbul.
Los otomanos emplearon varios nombres para la ciudad como Konstantiniyye, Dersaadet, Asitane e Islambol (‘inconmensurable islam’) aparte de İstanbul. El nombre griego actual es Κωνσταντινούπολη (Konstantinúpoli, "ciudad de Constantino").

## Historia
Si la Tierra fuese un solo estado, Estambul sería su capital.
Napoleón Bonaparte.

### Fundación de Bizancio
Bizantium fue el nombre original de la moderna ciudad de Estambul. Fue establecida por colonos griegos de Megara en el año 667 a. C. y nombrada en honor de su rey Byzas. El nombre «Bizancio» es una transliteración del nombre griego original Βυζάντιον (Bizántion).
Cayó ante los persas aqueménidas durante su campaña contra los escitas de 513 a. C., en la que destruyeron gran parte de la colonia. El espartano Pausanias recuperó la ciudad el 479 a. C. e inició su reconstrucción. Más tarde Esparta tuvo que disputar su control a los atenienses, quienes la tomaron en el 409 a. C. Luego, entre el 336 y el 323 a. C., estuvo en manos de los macedonios de Alejandro Magno. Después de este, la ciudad recuperó cierta independencia, aunque en el 279 a. C. los celtas conquistaron Tracia e impusieron un tributo a Bizancio.

### Imperio romano

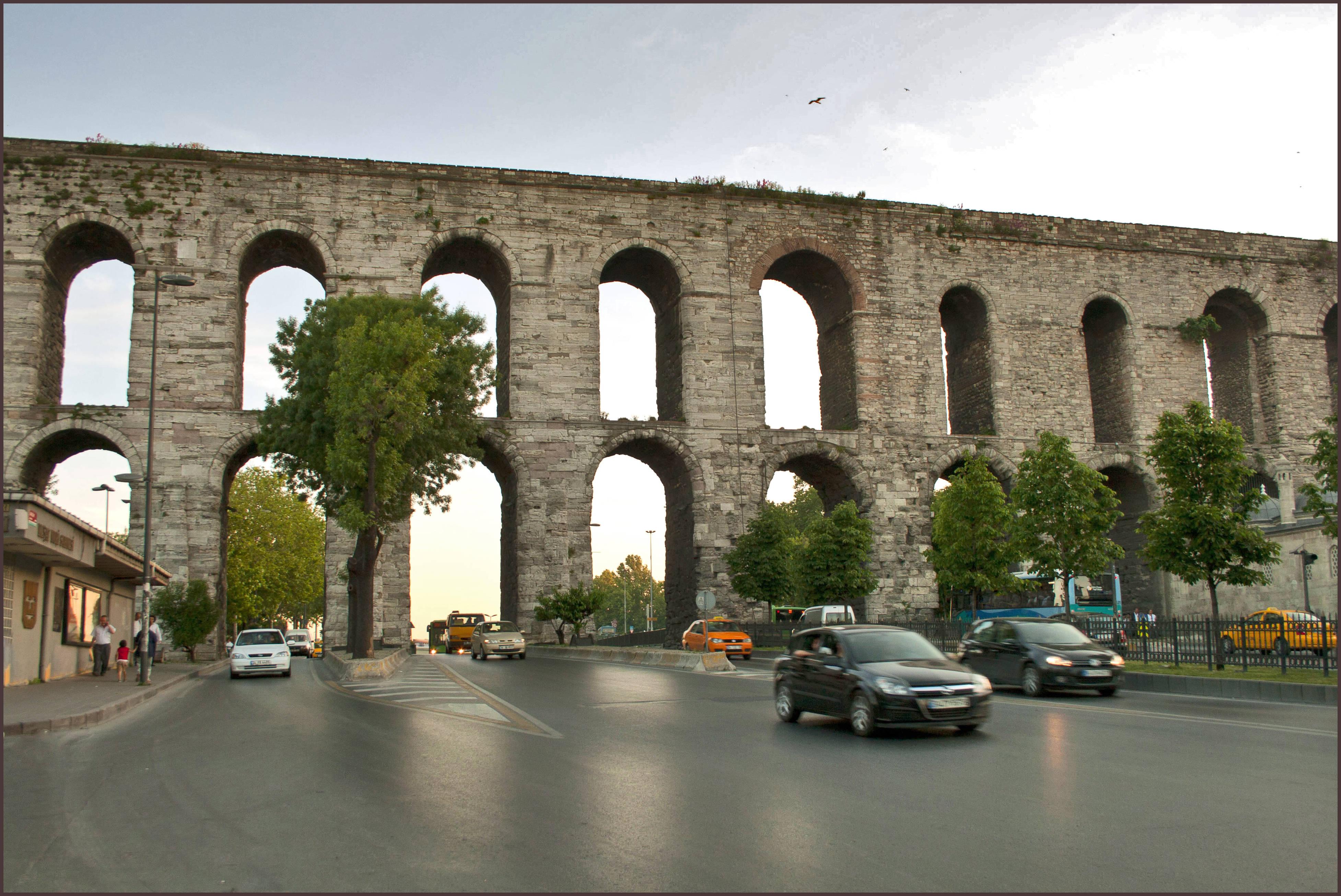
Acueducto de Valente, cuya construcción finalizó bajo el reinado del emperador romano Valente en el año 368.

Con la decadencia del Imperio seléucida, último gran remanente del imperio de Alejandro, la ciudad entró en la esfera de influencia de la República Romana, que la declaró como ciudad libre en el 191 a. C. Bizancio mantuvo una relativa independencia incluso después de la conquista del Reino odrisio (actual Bulgaria) en el año 46.
En el año 194, Bizancio se vio envuelta en la disputa entre el emperador romano Septimio Severo y Pescenio Niger, tomando partido por este último. Las tropas de Severo atravesaron las murallas y arrasaron con la ciudad. Terminada la guerra civil, el mismo Severo llevó a cabo un proyecto de reconstrucción, gracias a la cual se restauraron algunos de los monumentos y templos destruidos. Sin embargo, la ciudad volvió a ser destruida durante la crisis del siglo III. Según la Historia Augusta, la destrucción fue tal que no quedó ni un solo sobreviviente en la ciudad.

### Imperio bizantino
La estratégica posición de Bizancio atrajo al emperador romano Constantino el Grande, quien, el 11 de mayo de 330, refundó la ciudad como "Nueva Roma" (Nova Roma), luego renombrada Constantinópolis en su honor (Constantinopla, en griego: Konstantinoupolis, Κωνσταντινούπολις). Esta se convirtió en capital del Imperio romano y, tras su división en 395, del Imperio romano de Oriente, que ha pasado a la historiografía moderna con el nombre de Imperio bizantino.
Constantinopla sirvió como puente entre dos continentes (Europa y Asia), y más tarde de África y otros territorios a su vez, en términos de comercio, cultura, diplomacia y estrategia. La capital imperial era capaz de controlar la ruta entre Asia y Europa, así como el paso del mar Mediterráneo al mar Negro. Todos estos factores hicieron que, al mismo tiempo que el Imperio de Occidente colapsaba, el Imperio de Oriente floreciera. Constantinopla mantuvo su posición durante más de mil años, convirtiéndose en una gran urbe de la Europa medieval.
De su primer periodo de esplendor destaca la Santa Sofía, obra maestra del arte bizantino fundada por Constantino I y remodelada por el emperador Justiniano el Grande en el 532. Tras una pequeña crisis en los siglos VII y VIII (expansión musulmana), volvería otra etapa de renacimiento en los IX y X (dinastía macedónica). Sin embargo, sufrió un serio debilitamiento desde el siglo X. Tras la decisiva batalla de Manzikert de 1071, los turcos selyúcidas —nómadas originarios de Asia Central— penetraron en Anatolia y tomaron control de la mayoría de la actual Turquía. Esta aplastante derrota obligó al Imperio a pedir la ayuda de los reinos cristianos del resto de Europa, lo cual dio como resultado la proclamación de las cruzadas. Irónicamente, estas terminarían siendo las causantes de su decadencia final.

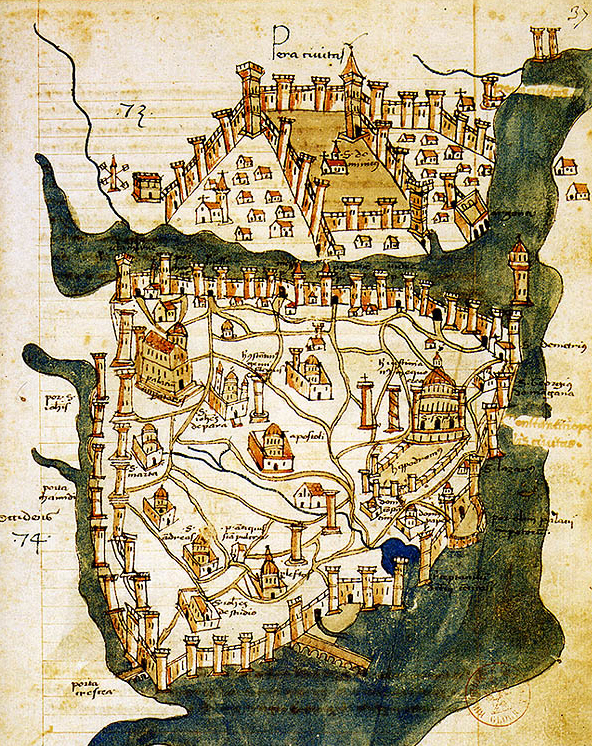
Mapa de Constantinopla de 1422, obra del cartógrafo florentino Cristoforo Buondelmonti.

En la Cuarta Cruzada, los cruzados fueron contactados por el emperador Alejo IV, que les prometió grandes riquezas a cambio de ayudarle a tomar el trono imperial. Sin embargo, esta campaña resultó contraproducente. En 1204, el entonces emperador Alejo IV fue incapaz de pagarles, lo que llevó al saqueo y conquista de Constantinopla por los cruzados, quienes establecieron el efímero Imperio latino. Los romanos reconquistaron la ciudad y reestablecieron el Imperio en 1261, pero este nunca pudo recuperarse de los daños de la conquista cruzada. En sus últimos dos siglos, la economía de Constantinopla fue dominada por la presencia extranjera, mientras que su apariencia se vio caracterizada por monumentos en ruinas e iglesias famosas por sus reliquias. No obstante, la ciudad siguió manteniendo en menor o mayor medida su importancia como centro cultural y comercial del Mediterráneo.
Constantinopla parecía inexpugnable debido a sus poderosas defensas, pero, con el advenimiento de la tecnología de los cañones, las murallas —que se habían mantenido en pie durante más de mil años— ya no ofrecían la protección adecuada frente a los turcos. El último emperador del Imperio romano, Constantino XI, murió junto con el imperio mismo en defensa de la ciudad.

### El Imperio otomano

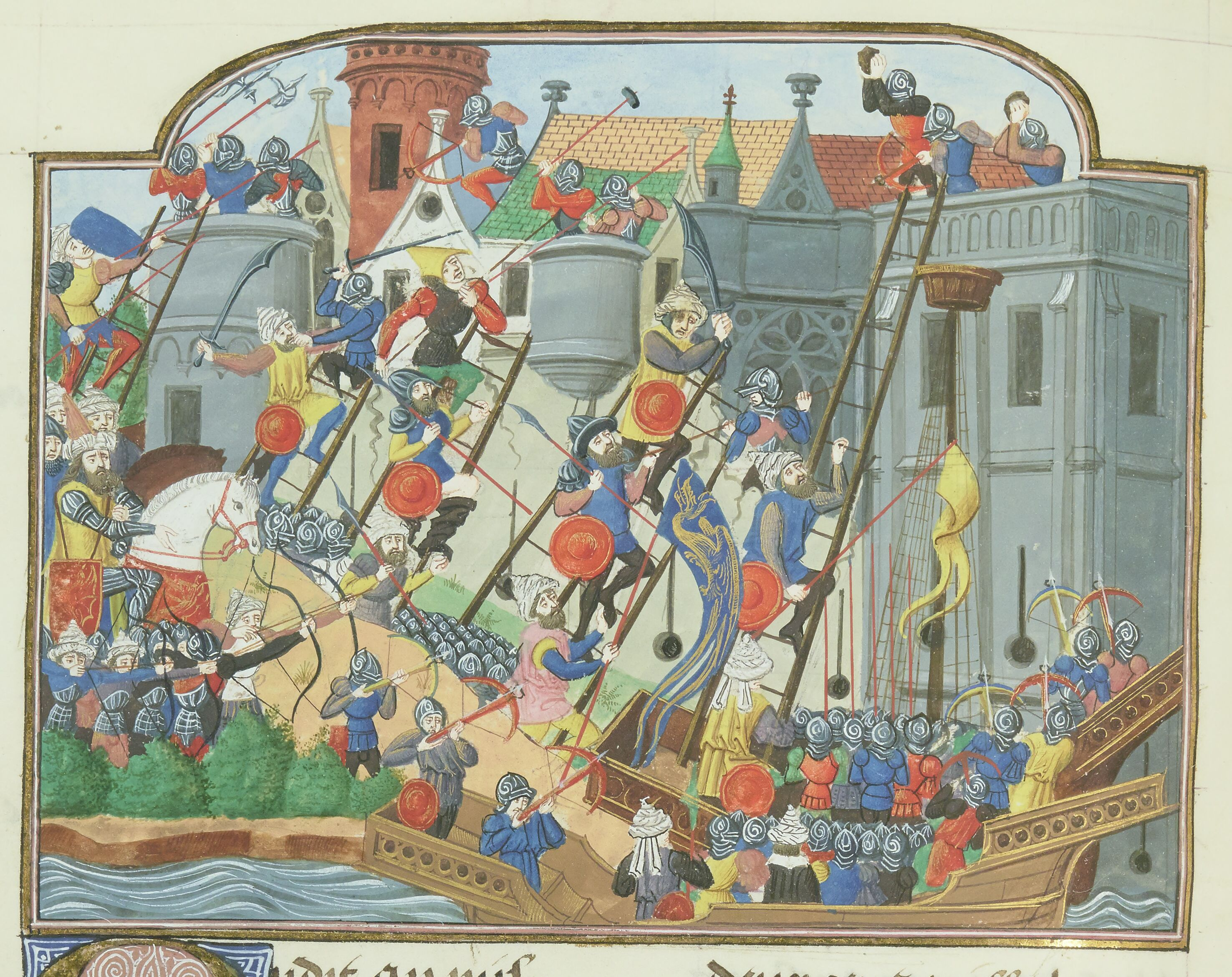
Asedio de Constantinopla por los otomanos

La caída de Constantinopla bajo dominio turco el 29 de mayo de 1453 fue un suceso que impactó a la sociedad europea de la época y que se considera el final de la Edad Media. La metrópoli cayó tras un largo asedio liderado por Mehmed II, apodado como Fatih ("el conquistador") y fue la capital del Imperio otomano hasta su disolución oficial el 1 de noviembre de 1922. Los otomanos denominaron la ciudad İstanbul, pero el nombre de Constantinopla también siguió en uso hasta que el cambio se oficializó en la época republicana, casi un quincentenario después.

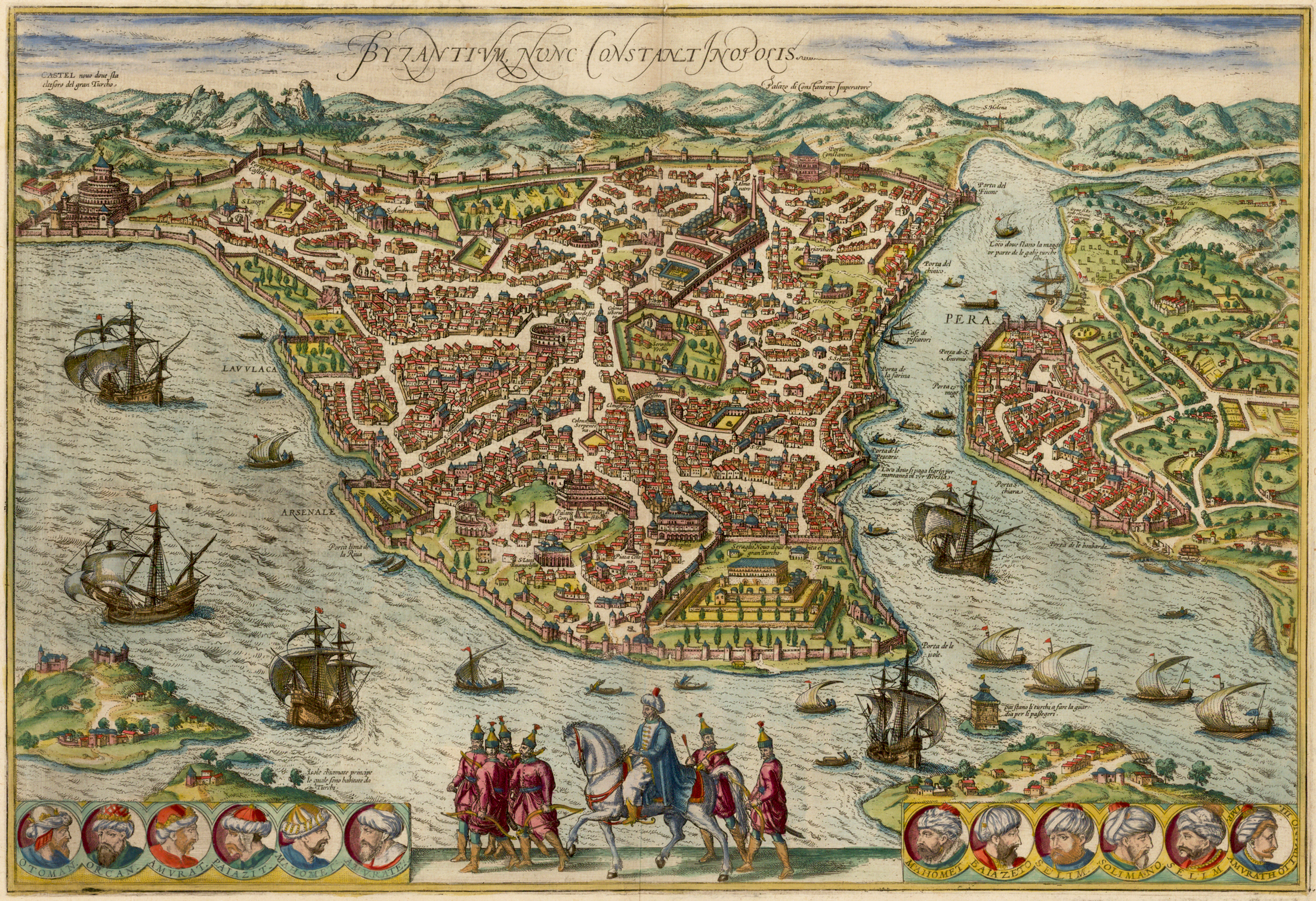
Constantinopla en la segunda mitad del (Civitates orbis terrarum)

Durante el período otomano la ciudad sufrió un cambio cultural completo, y pasó de ser una ciudad grecorromana y cristiano-ortodoxa a una turca e islámica. La iglesia de Santa Sofía fue convertida en una mezquita, al igual que la iglesia de los Santos Apóstoles. Cada sultán construyó una mezquita para conmemorar su reinado. Entre estas se encuentran: la mezquita de Beyazid (antiguo Foro Teodosiano), la Mezquita de Solimán (la más grande de Estambul, construida sobre el antiguo Augustaion), y la mezquita del Sultán Ahmed o mezquita Azul (antiguo hipódromo). Las esposas y madres de los sultanes también contribuyeron a la construcción de mezquitas y varias de estas, tanto en el lado europeo como en el asiático de la ciudad, tienen el nombre Mezquita del Sultán Valide, para simbolizar que fueron construidos conforme a las órdenes de la madre del sultán.
Las órdenes sufíes, tan extendidas en el mundo islámico de entonces, tenían numerosos discípulos que habían participado en la conquista de la ciudad y se habían trasladado para instalarse en la capital. Durante tiempos del Imperio otomano funcionaban más de 100 tekkes (centros de reunión y retiro a la manera de los monasterios cristianos en los que se celebraban rituales sufíes), tan solo en Estambul. Muchos de estos Tekkes aún perviven hoy, unos en forma de mezquitas y otros como museos, como Jerrahi Tekke en Fatih, las mezquitas de Sünbül Efendi y Ramazan Efendi el Gálata Mevlevihane en Beyoğlu, Yahya Efendi Tekke en Beşiktaş y Bektaşi Tekke en Kadıköy que ahora es utilizada por musulmanes Alevíes como una Cemevi. Un elemento pintoresco del paisaje de ciertas zonas de la ciudad de Estambul, que todavía pervive hoy, son las Türbes, características tumbas del periodo otomano.

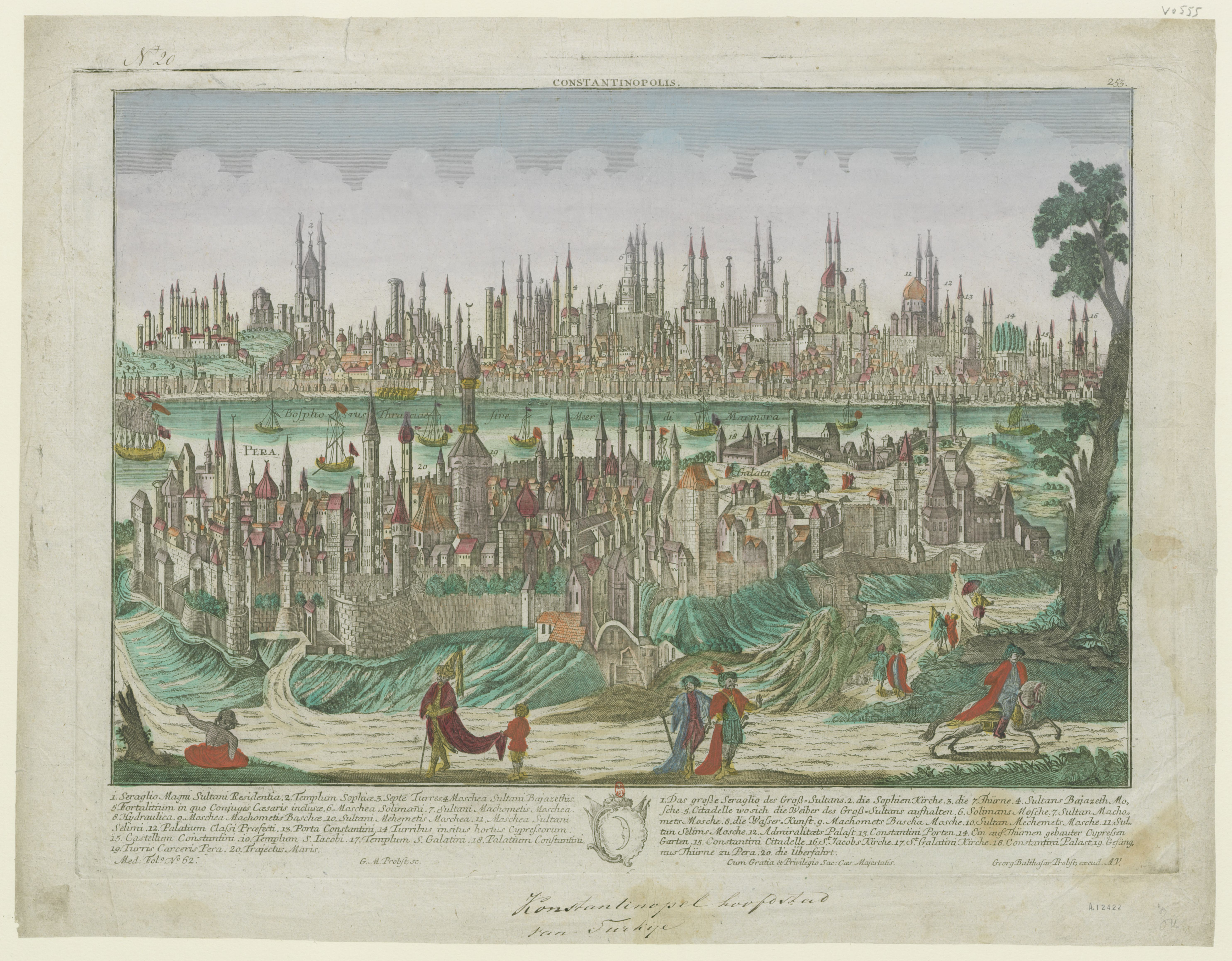
Constantinopla en un grabado del

Para finales del siglo XVII, Constantinopla había vuelto a ser una de las ciudades más ricas y pobladas del planeta, teniendo una población de casi 500 000 habitantes. Durante el gobierno de Suleimán el Magnífico (1520-1566), el Imperio vivió su máximo apogeo. De este periodo destaca el arquitecto Sinan, responsable de la construcción de más de trescientas estructuras principales entre puentes, acueductos y monumentos.

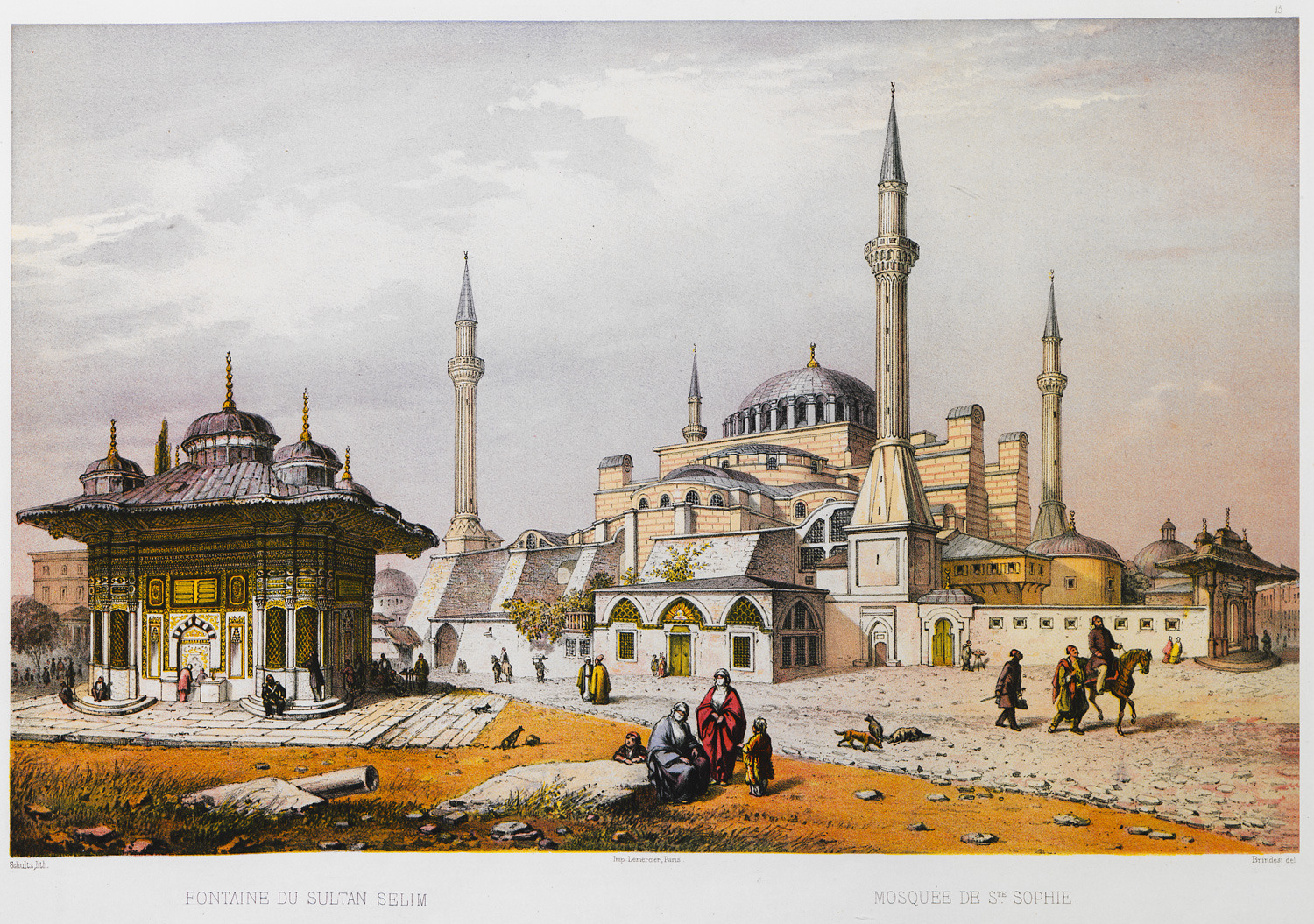
Hagia Sophia a mediados del

En la Primera Guerra Mundial (1914-1918), el Imperio peleó del bando de las Potencias Centrales. Tras una serie de derrotas, firmó el armisticio de Mudros el 30 de octubre de 1918. Dos semanas después, Reino Unido inició la ocupación de Constantinopla. Lo que siguió fue la partición del Imperio otomano, en la que Reino Unido, Francia, Italia y Grecia se repartieron el territorio. Como resultado de la guerra, la población cristiana disminuyó de 450 000 a unos 240 000 habitantes. La división del territorio otomano fue seguida por la guerra de Independencia turca, en la que los turcos recuperaron control de Anatolia. Las fuerzas de liberación, enfrentadas principalmente por el Reino de Grecia, recuperaron la ciudad el 6 de agosto de 1923, día conmemorado bajo el nombre de Día de Liberación.

### La República de Turquía

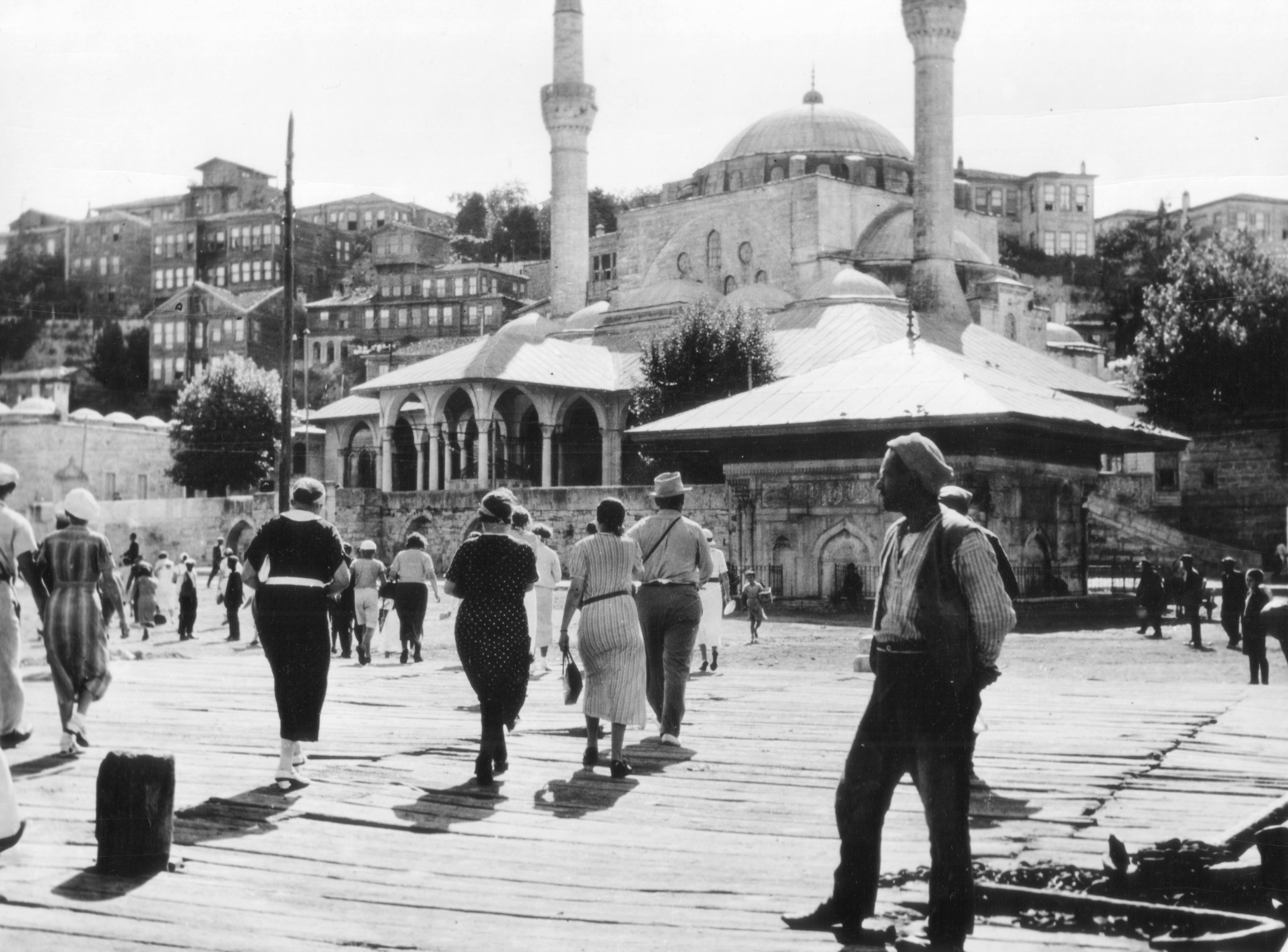
Personas en la ciudad en la década de 1930

Cuando Mustafa Kemal Atatürk estableció la República de Turquía, el 29 de octubre de 1923, la capital fue trasladada de Constantinopla a Ankara. En los primeros años de la república, Estambul fue relegada en favor de la nueva capital Ankara, pero durante los años 1950 y 1960 Estambul se sometió a un gran cambio estructural.
Desde 1950, el gobierno de Adnan Menderes procuró desarrollar al país en su conjunto, y construyó nuevas autopistas y redes de carreteras así como fábricas en todo el país. También se construyó una moderna red viaria en Estambul, pero, lamentablemente en algunos casos, a expensas del derribo de edificios históricos en el casco de la ciudad.
Durante los años setenta la población de Estambul comenzó a aumentar rápidamente en un momento que la gente de provincias emigraba a la ciudad para encontrar empleo en las muchas fábricas nuevas construidas en las afueras de la ciudad. Este brusco y repentino aumento de la población provocó una explosión inmobiliaria, la construcción de edificios no se detuvo (algunos de mala calidad que sufren importantes daños con los frecuentes terremotos que golpean la ciudad). Durante este crecimiento desmedido muchos pueblos situados antes en la periferia de la ciudad fueron absorbidos por el área metrópolitana de Estambul. La mayoría de los turcos que han vivido en Estambul en los últimos cuarenta años todavía pueden recordar como ciertos distritos de la ciudad como Maltepe, Kartal, Pendik y otros eran campos verdes cuando eran jóvenes. Otras áreas como Tuzla no eran sino un pequeño pueblo costero.

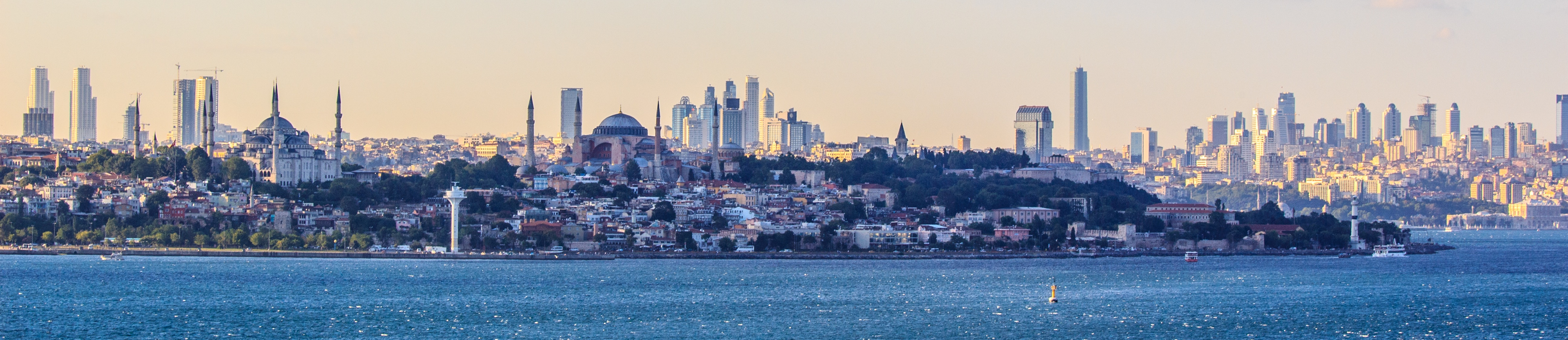
Panorámica de Estambul tomada en el

## Geografía

### Clima

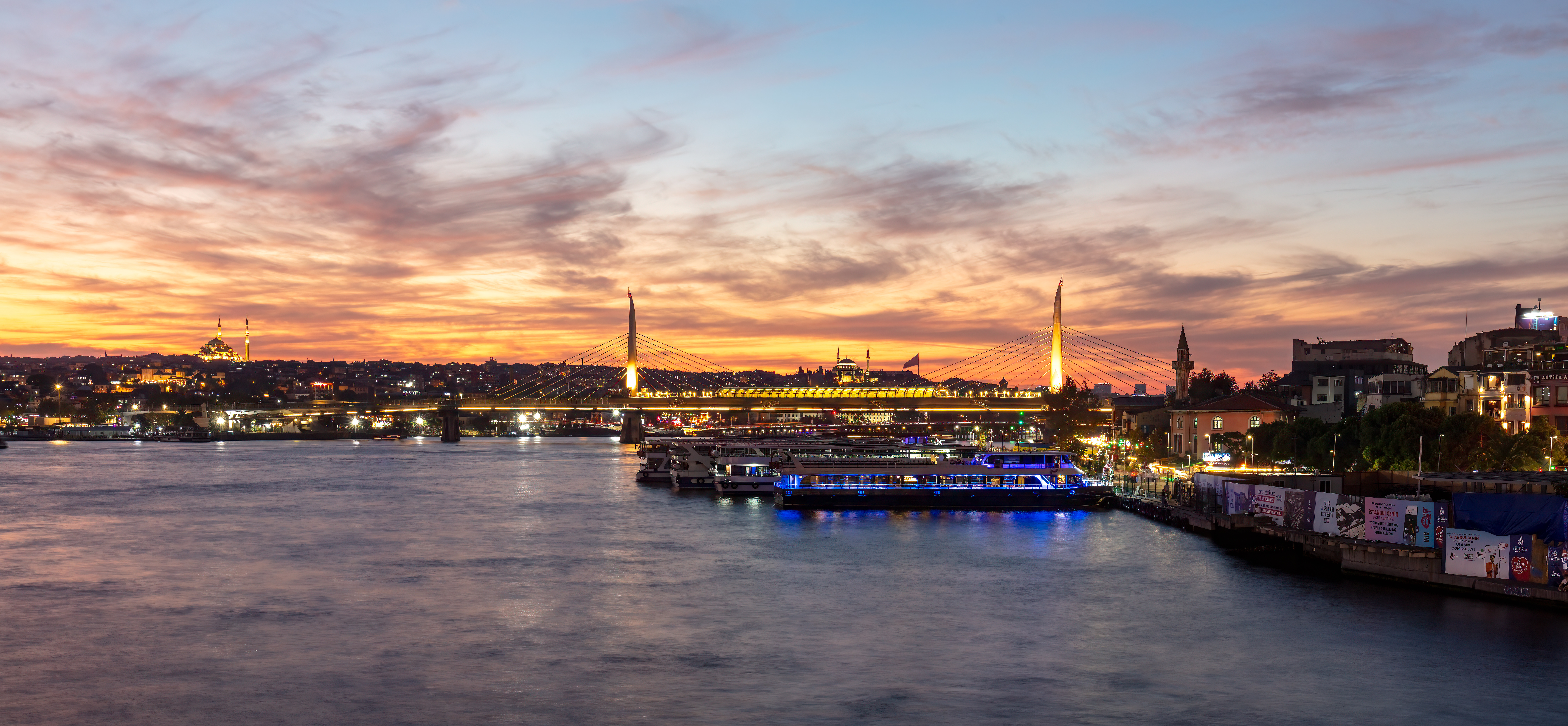
Cuerno de oro al anochecer.

La ciudad presenta largos, suaves y húmedos veranos así como inviernos fríos, lluviosos y con nevadas que pueden ser abundantes. El promedio de precipitaciones total para Estambul es de 844 mm anuales. La humedad relativa de la ciudad es constantemente alta, lo que hace que se sientan temperaturas mucho más rigurosas que las que en realidad existen.
Las temperaturas mínimas medias durante los meses de invierno son de menos de 3 °C y han llegado a bajar de los -10 °C. Al contrario de la creencia común, las grandes precipitaciones en forma de nieve son comunes, pudiendo acaecer entre los meses de octubre y mayo. Los meses de verano —de junio a septiembre— traen temperaturas diurnas medias de 23 °C y superiores.
A pesar de que el verano es la temporada más seca, la lluvia es muy común y las inundaciones semejantes a un monzón acontecen durante aquella época del año. Los récords de temperaturas son los 40.6 °C del 11 de agosto de 1970 y los -16,1 °C del 9 de febrero de 1929, medidos en el observatorio del Servicio Meteorológico del Estado Turco (DMİ) ubicado en el barrio de Göztepe, en el centro de la ciudad.
| Parámetros climáticos promedio de Estambul, Turquía | Parámetros climáticos promedio de Estambul, Turquía | Parámetros climáticos promedio de Estambul, Turquía | Parámetros climáticos promedio de Estambul, Turquía | Parámetros climáticos promedio de Estambul, Turquía | Parámetros climáticos promedio de Estambul, Turquía | Parámetros climáticos promedio de Estambul, Turquía | Parámetros climáticos promedio de Estambul, Turquía | Parámetros climáticos promedio de Estambul, Turquía | Parámetros climáticos promedio de Estambul, Turquía | Parámetros climáticos promedio de Estambul, Turquía | Parámetros climáticos promedio de Estambul, Turquía | Parámetros climáticos promedio de Estambul, Turquía | Parámetros climáticos promedio de Estambul, Turquía |
| Mes | Ene.                                                | Feb.                                                | Mar.                                                | Abr.                                                | May.                                                | Jun.                                                | Jul.                                                | Ago.                                                | Sep.                                                | Oct.                                                | Nov.                                                | Dic.                                                | Anual                                               |
| --- | --------------------------------------------------- | --------------------------------------------------- | --------------------------------------------------- | --------------------------------------------------- | --------------------------------------------------- | --------------------------------------------------- | --------------------------------------------------- | --------------------------------------------------- | --------------------------------------------------- | --------------------------------------------------- | --------------------------------------------------- | --------------------------------------------------- | --------------------------------------------------- |
| Temp. máx. abs. (°C) | 22.0                                                | 23.2                                                | 29.3                                                | 33.6                                                | 34.5                                                | 40.0                                                | 41.5                                                | 39.6                                                | 36.6                                                | 34.0                                                | 26.5                                                | 25.8                                                | 41.5                                                |
| Temp. máx. media (°C) | 8.5                                                 | 9.0                                                 | 10.8                                                | 15.4                                                | 20.0                                                | 24.6                                                | 26.6                                                | 26.8                                                | 23.7                                                | 19.1                                                | 14.7                                                | 10.8                                                | 17.5                                                |
| Temp. media (°C) | 5.7                                                 | 5.7                                                 | 7.0                                                 | 11.1                                                | 15.7                                                | 20.4                                                | 22.9                                                | 23.1                                                | 19.8                                                | 15.6                                                | 11.5                                                | 8.0                                                 | 13.9                                                |
| Temp. mín. media (°C) | 3.2                                                 | 3.1                                                 | 4.2                                                 | 7.7                                                 | 12.1                                                | 16.5                                                | 19.5                                                | 20.1                                                | 16.8                                                | 13.0                                                | 8.9                                                 | 5.5                                                 | 10.9                                                |
| Temp. mín. abs. (°C) | -10.4                                               | -16.1                                               | -7.0                                                | -0.6                                                | 3.6                                                 | 8.0                                                 | 10.5                                                | 8.2                                                 | 5.2                                                 | 1.0                                                 | -4.0                                                | -9.4                                                | -16.1                                               |
| Precipitación total (mm) | 105.0                                               | 78.0                                                | 70.8                                                | 45.2                                                | 34.1                                                | 35.0                                                | 31.6                                                | 40.7                                                | 59.5                                                | 90.0                                                | 101.3                                               | 122.0                                               | 813.2                                               |
| Días de precipitaciones (≥ 0.1 mm) | 17.5                                                | 15.3                                                | 13.8                                                | 10.4                                                | 8.1                                                 | 6.1                                                 | 4.2                                                 | 4.9                                                 | 7.4                                                 | 11.3                                                | 13.2                                                | 17.2                                                | 129.4                                               |
| Días de nevadas (≥ 1 mm) | 6                                                   | 6                                                   | 3                                                   | 0                                                   | 0                                                   | 0                                                   | 0                                                   | 0                                                   | 0                                                   | 0                                                   | 0                                                   | 4                                                   | 19                                                  |
| Horas de sol | 71.3                                                | 87.6                                                | 133.3                                               | 180.0                                               | 251.1                                               | 300.0                                               | 322.4                                               | 294.5                                               | 243.0                                               | 164.3                                               | 102.0                                               | 68.2                                                | 2217.7                                              |
| Fuente: Organización Meteorológica Mundial (ONU) Servicio Meteorológico del Estado Turco (normales 1960-2012, datos para lluvia: 1970-2010) y BBC Weather Centre |                                                     |                                                     |                                                     |                                                     |                                                     |                                                     |                                                     |                                                     |                                                     |                                                     |                                                     |                                                     |                                                     |

### El Bósforo

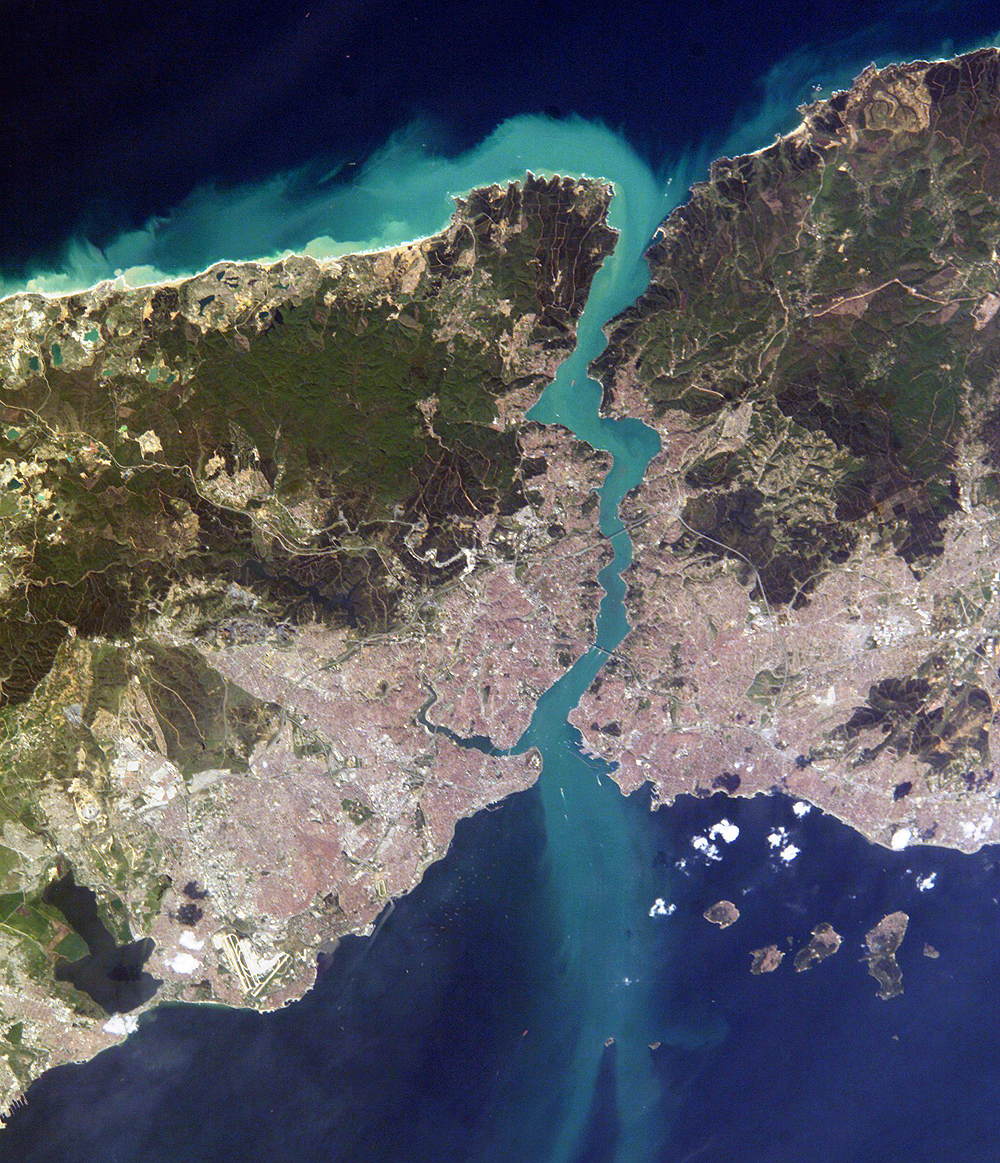
Bósforo

El Bósforo (que en turco se llama Boğaziçi) es un estrecho que divide en dos partes la ciudad de Estambul, uniendo el mar de Mármara con el mar Negro y que separa físicamente Asia de Europa.
Hay dos puentes sobre este estrecho. El puente Bogazici (Boğaziçi Köprüsü) de 1074 metros de longitud fue terminado en 1973. El segundo puente, el FSM (Fatih Sultan Mehmet Köprüsü) tiene una longitud de 1014 metros, fue terminado en 1988 y se encuentra casi a cinco kilómetros al norte del primer puente. Estos puentes unen a Estambul con las vecinas ciudades asiáticas de Üsküdar (en griego Crisopolis), Kadiköy (en griego Calcedonia) las cuales durante la segunda mitad del siglo XX se han unido con Estambul.
Un túnel ferroviario de 13,6 kilómetros denominado Marmaray cruza el estrecho como parte del metro de Estambul. Su parte sumergida está compuesta por un tramo de unos 1,4 kilómetros con una profundidad máxima de 62 metros. Esta importante sección de este sistema ferroviario fue inaugurado en 2013 y une el centro de Estambul, en la orilla occidental, con la urbe oriental.

### Riesgo sísmico
Estambul está situada cerca de la falla Anatolia del Norte, una falla geológicamente activa que ha sido causante de varios terremotos mortales en la historia contemporánea de la ciudad. Científicos coinciden en las posibilidades de que ocurra un gran terremoto muy destructivo, aunque no hay forma de predecir una fecha estimada. La profesora Gülüm Tanircan, de la Universidad Bogazici, sostuvo que el más grande terremoto del área de Mármara "todavía no ha tenido lugar". El geólogo Ahmet Ercan sostuvo que la posibilidad de que se produzca un seísmo de magnitud 7 "supera el 50 por ciento" para los próximos 30 años.
Bugra Gokce, funcionario de planificación urbanística de Estambul, estimó que "cerca de 200.000 edificios podrían resultar dañados" en un gran terremoto, lo que representa que uno de cada seis edificios podrían tener daños graves. También consideró que 90.000 edificios de Estambul colapsarían.

## Demografía

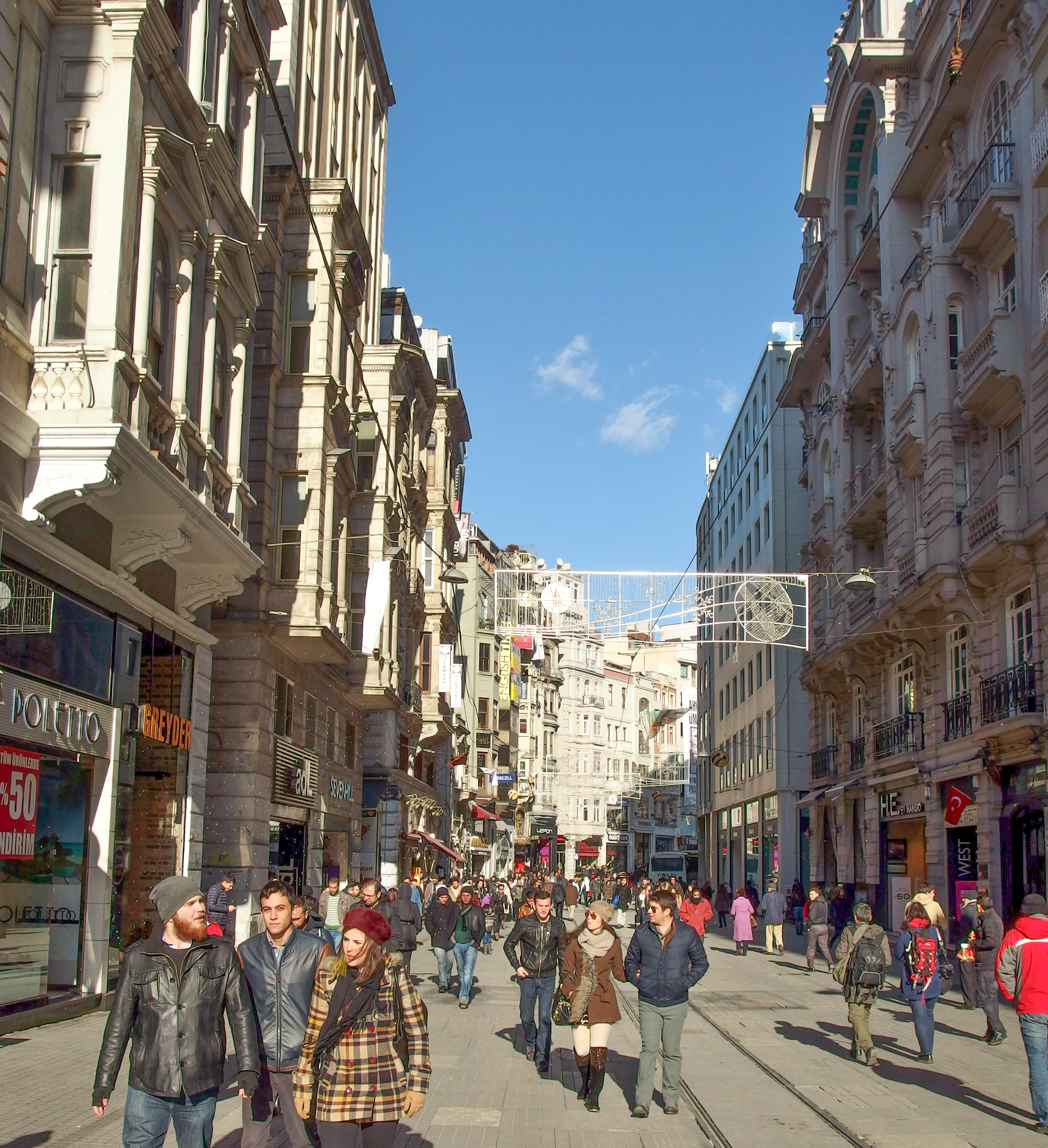
Personas en una calle de Estambul

A lo largo de la mayor parte de su historia, Estambul se ha situado entre las ciudades más grandes del mundo. Para el año 500 d. C., Constantinopla contaba con entre 400 000 y 500 000 habitantes, superando a su predecesora, Roma, como la ciudad más grande del mundo. Para 1550, la población era 660 000 habitantes.
| Año  | Población |
| ---- | --------- |
| 330  | 40.000    |
| 400  | 400.000   |
| 530  | 550.000   |
| 545  | 350.000   |
| 715  | 300.000   |
| 1000 | 500.000   |
| 1200 | 150.000   |
| 1453 | 36.000    |

| Año  | Población |
| ---- | --------- |
| 1477 | 14.803    |
| 1566 | 600.000   |
| 1815 | 500.000   |
| 1860 | 715.000   |
| 1885 | 873.570   |
| 1890 | 874.000   |
| 1897 | 1.059.000 |
| 1901 | 942.900   |

| Año  | Población |
| ---- | --------- |
| 1914 | 909.978   |
| 1927 | 680.857   |
| 1935 | 741.148   |
| 1940 | 793.949   |
| 1945 | 860.558   |
| 1950 | 983.041   |
| 1955 | 1.268.771 |
| 1960 | 1.466.535 |

| Año  | Población  |
| ---- | ---------- |
| 1965 | 1.742.978  |
| 1970 | 2.132.407  |
| 1975 | 2.547.364  |
| 1980 | 2.772.708  |
| 1985 | 5.475.982  |
| 1990 | 6.629.431  |
| 2000 | 8.803.468  |
| 2013 | 14,160,467 |

## Lugares de interés

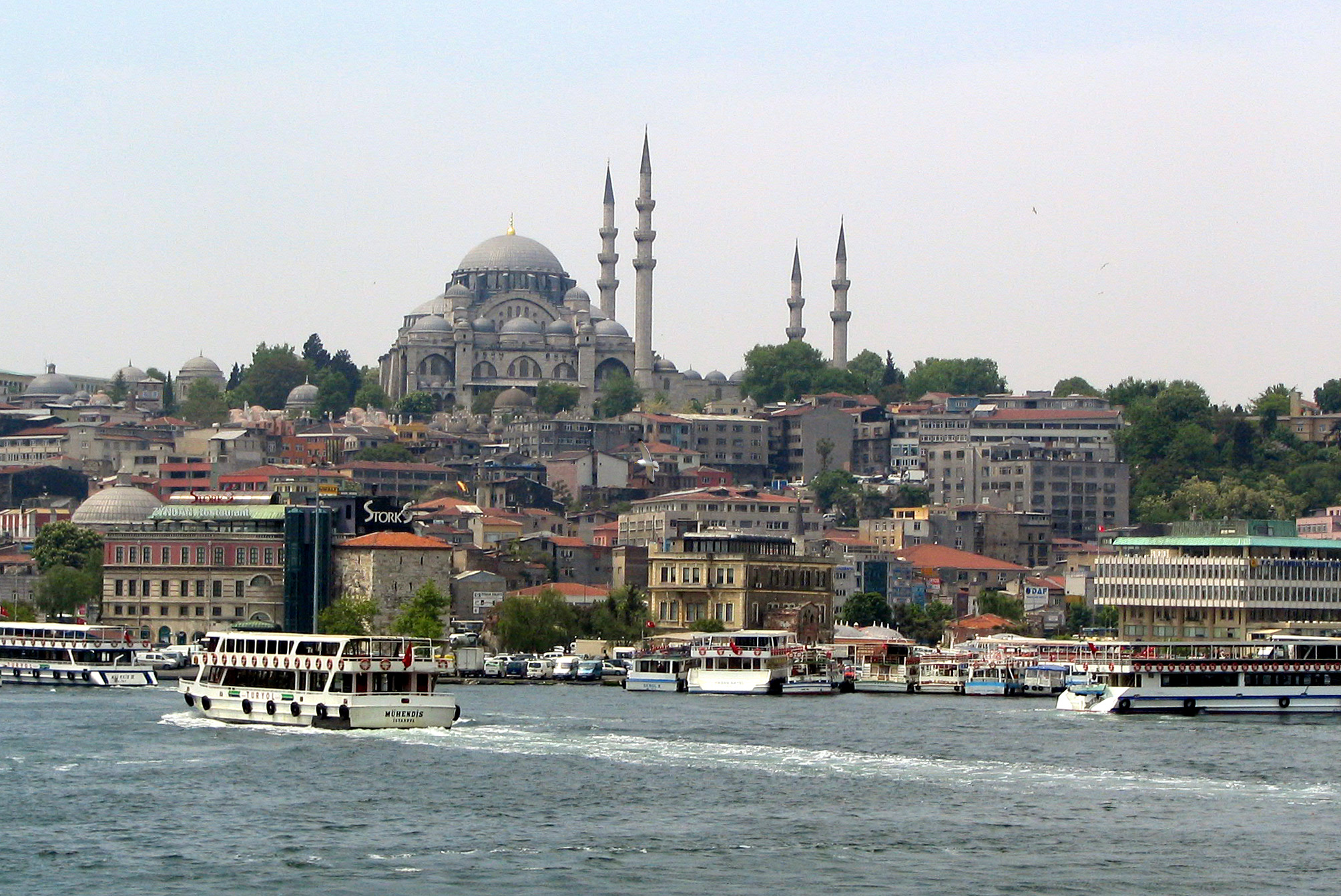
Mezquita de Solimán. En 1985 la Unesco declaró Patrimonio de la Humanidad una serie de lugares de la ciudad bajo la denominación zonas históricas de Estambul.

Estambul ha sido y es un crisol cultural y étnico. Por consiguiente, hay numerosas mezquitas, iglesias, sinagogas y palacios históricos dignos de visitar en la ciudad. Por estas razones la Unesco en el año 1985, declara las Zonas históricas de Estambul como Patrimonio de la Humanidad.

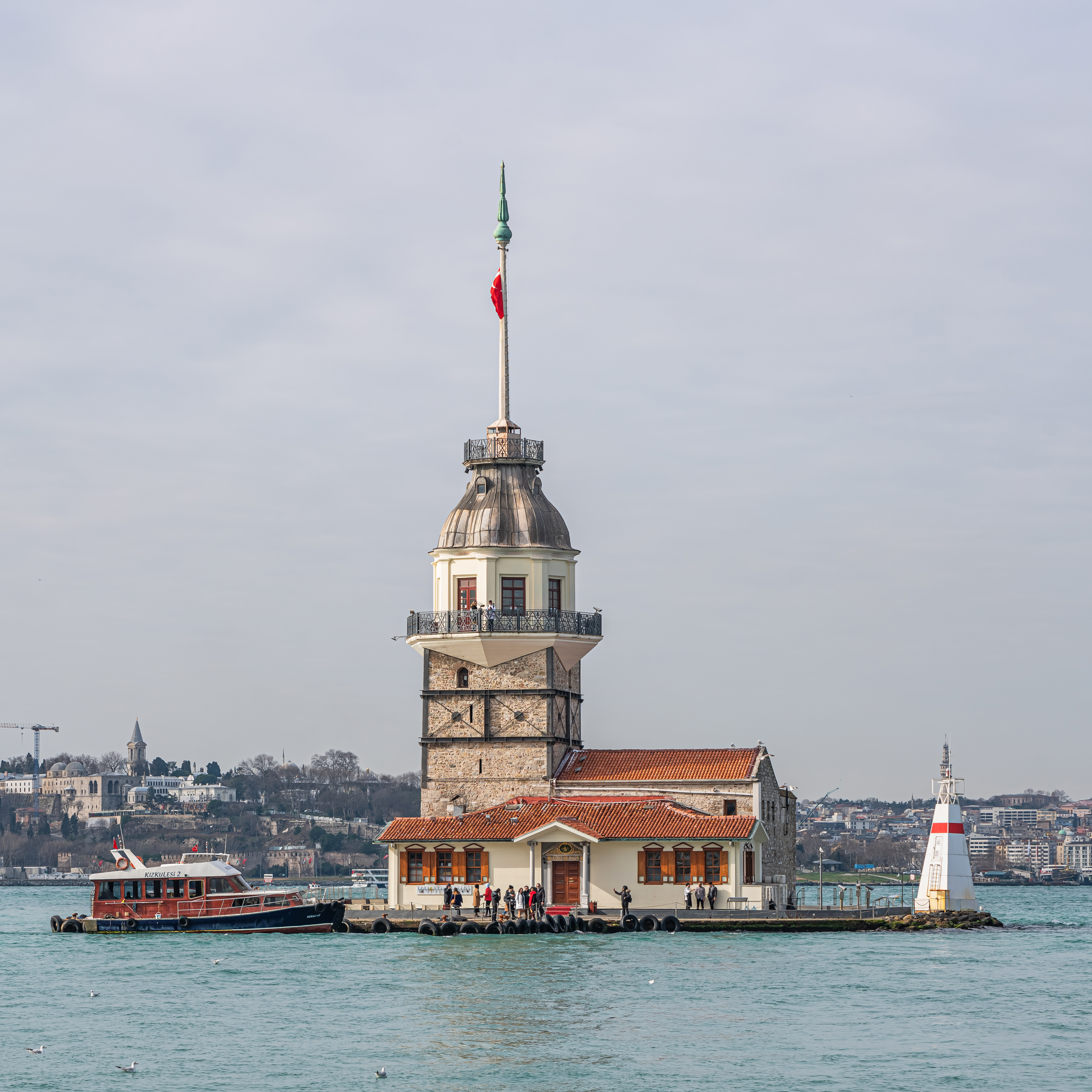
Torre de la Doncella, situada en un pequeño islote en la entrada sur del Bósforo.

La ciudad vieja se extiende por las dos orillas del Cuerno de Oro, una estrecha bahía (en forma de cuerno) que fue el puerto de esta ciudad. Al sur del cuerno de oro está la vieja Bizancio y al norte, se instalaron los almacenes y viviendas de los comerciantes extranjeros (barrio de Gálata, hoy Karaköy), principalmente genoveses, que forma también la parte vieja. La ciudad moderna es más amplia y comprende ambos lados (europeo y asiático) del estrecho.
Entre sus encantos turísticos se incluyen el Santa Sofía, Sarıyer, Eyüp y Taksim en el lado europeo, y Beykoz, Üsküdar, Kadıköy, Moda, Bostancı y Adalar en el lado asiático. Como antigua capital del Imperio otomano y Bizancio, y ciudad cosmopolita que, para el siglo XVI, era probablemente la más civilizada y multicultural en el mundo, Estambul alberga monumentos extraordinarios: iglesias, hipódromo, las mezquitas de Sultanahmet y Süleymaniye, el Palacio de Topkapı entre otros.

### Edificios históricos y religiosos

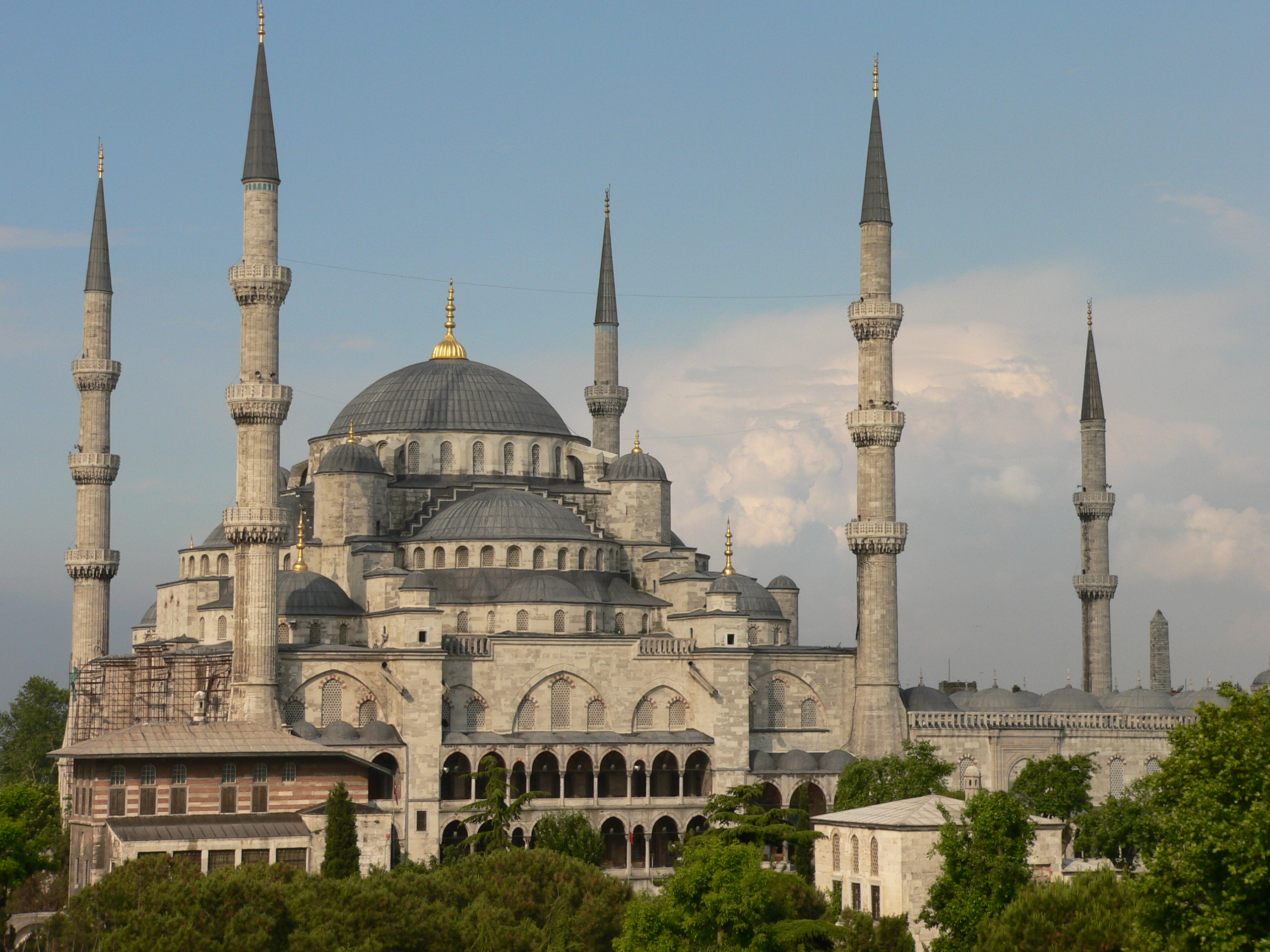
La mezquita Azul es la única de la ciudad que tiene seis alminares. En el momento de la construcción, era el mismo número de minaretes que la mezquita de la Kaaba, en La Meca.

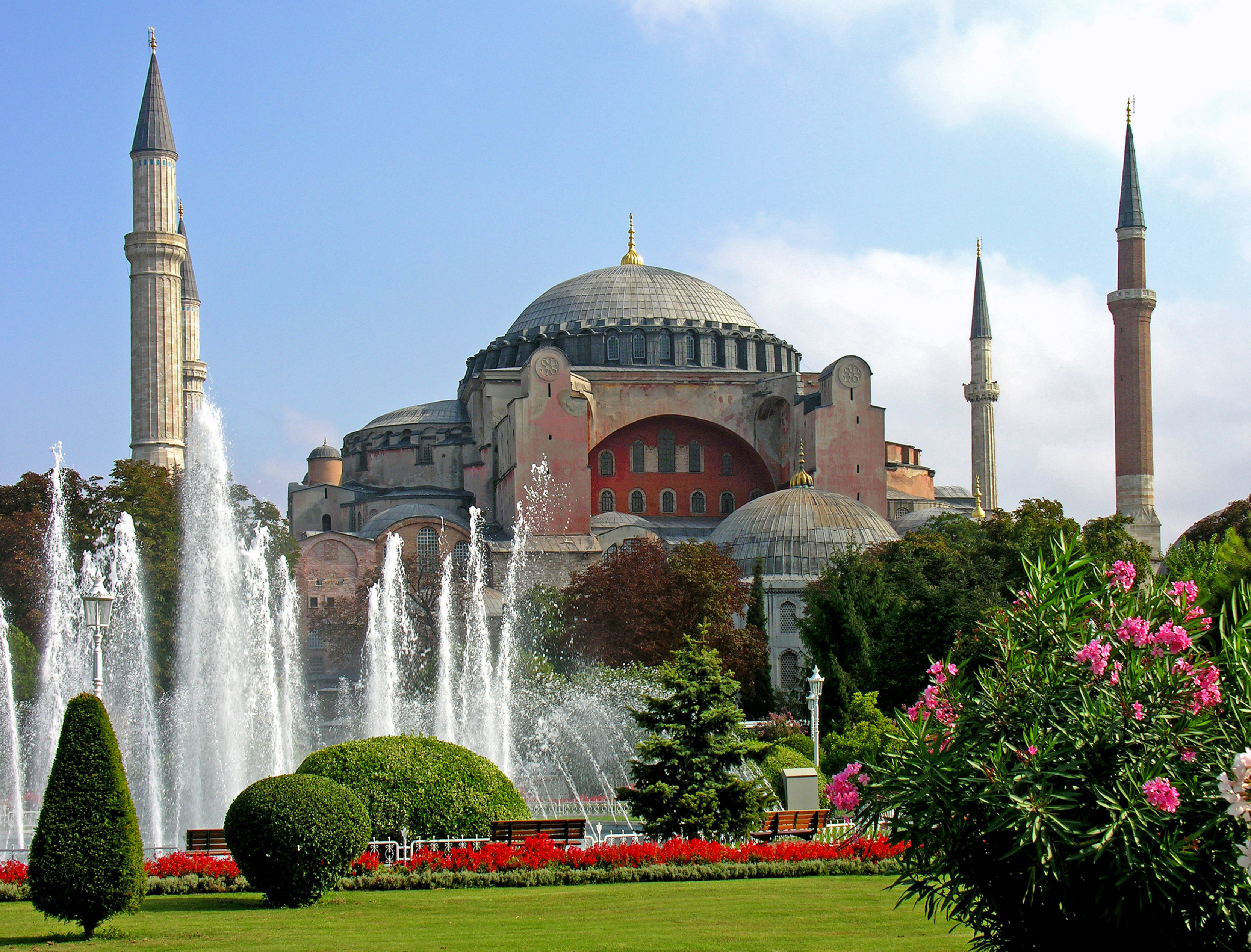
Basílica de Santa Sofía. Desde la fecha de su dedicación en el año 360 y hasta 1453 sirvió como la catedral ortodoxa de rito oriental de Constantinopla.

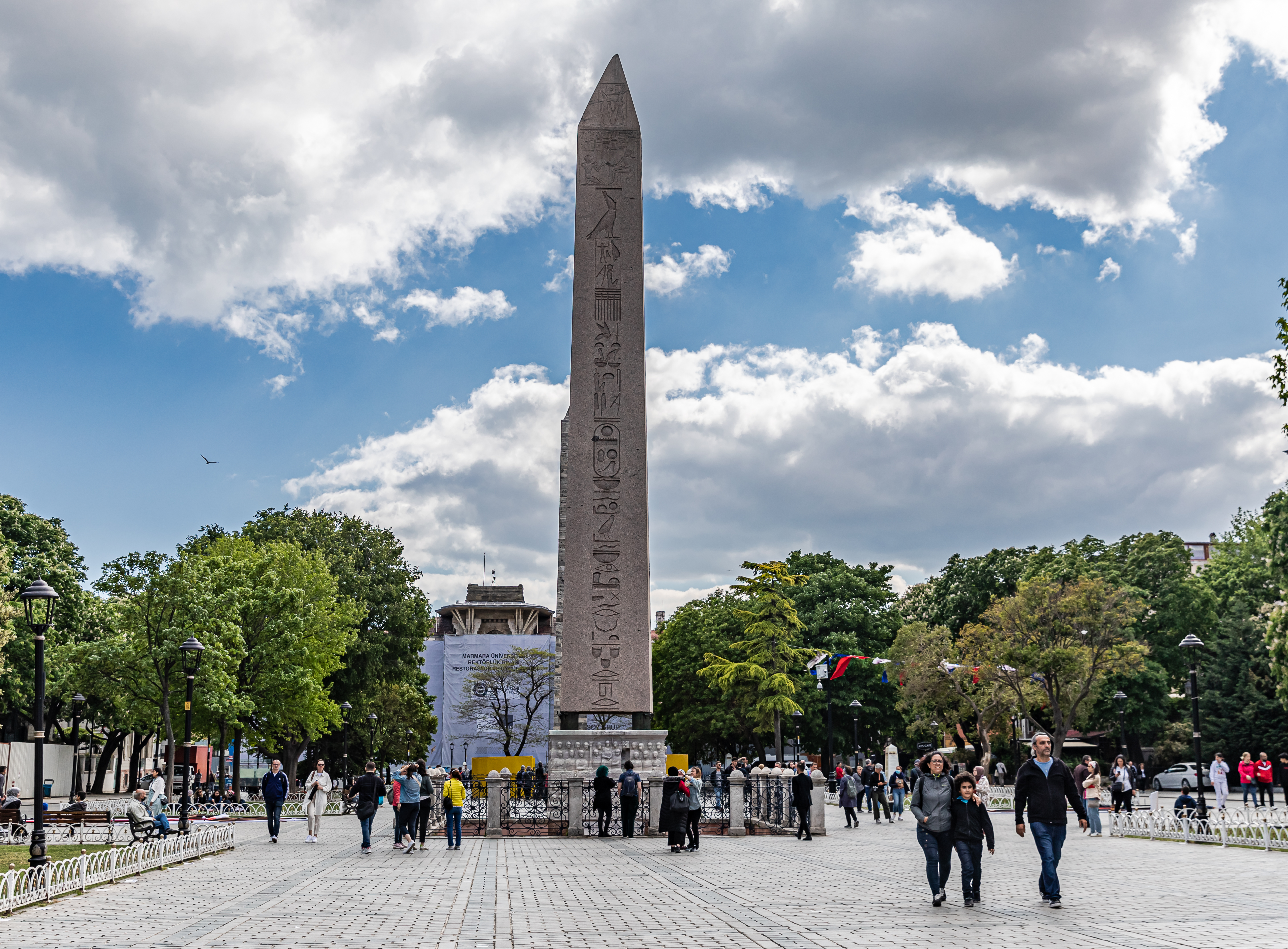
Obelisco de Teodosio en el hipódromo de Constantinopla

- Santa Sofía también llamada iglesia de la Divina Sabiduría y Hagia Sophia (Ayasofya Camii). Desde el 10 de julio de 2020 es una mezquita.
- Mezquita Azul o Sultanahmet Camii.
- Mezquita de Solimán.
- Mezquita de Fatih.
- Mezquita de Zeyrek.
- Iglesia de Santa Irene (Hagia Irene), primera iglesia de Bizancio, hoy museo.
- Chora
- Iglesia de San Antonio de Padua
- Palacio de Topkapı, en su entono se encuentran varios museos y monumentos relevantes.
- Palacio de Dolmabahçe.
- Palacio de Beylerbeyi.
- Anadoluhisarı.
- Rumelihisarı.
- Fortaleza de Yedikule
- Cisterna Basílica.
- Hipódromo de Constantinopla.
- Obelisco de Teodosio, Obelisco de Constantino y Columna de las Serpientes, monumentos ubicados en el antiguo circo de Bizancio.
- Milion, parte del monumento que marcaba el comienzo de todas las rutas del Imperio Bizantino.
- Murallas de Constantinopla.
- Columna de Constantino.
- Acueducto de Valente, construido en 368 por orden del emperador Valente para abastecer de agua a Bizancio
- Torre de Beyazıt, construida en 1828 por orden de Mahmut II como torre de vigilancia contra incendios.
- Fuente Alemana, fuente histórica y arquitectónica del siglo XIX.

### Museos y puntos culturales
- Torre de Gálata.
- SantralIstanbul.
- Museo Arqueológico de Estambul.

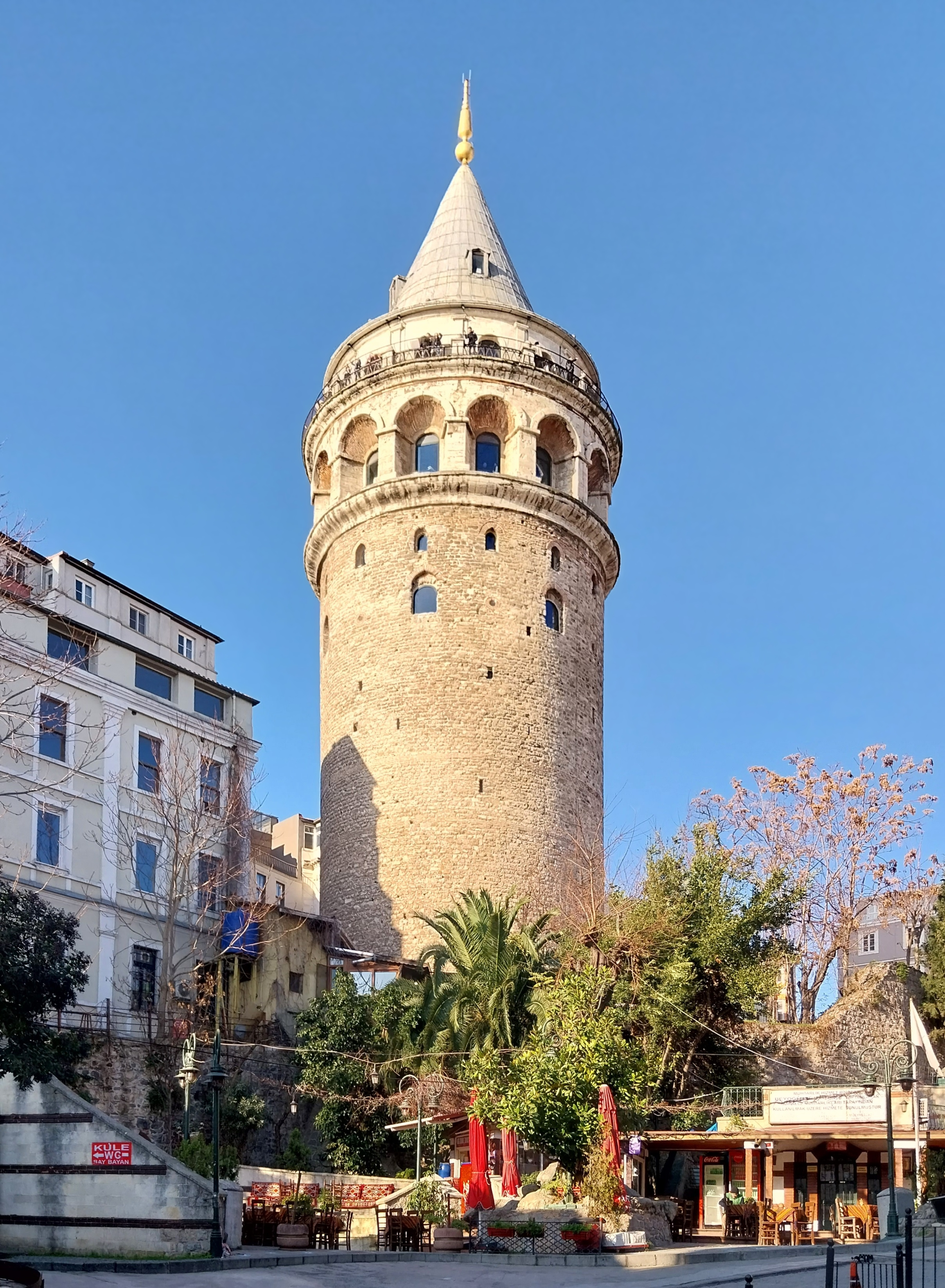
Torre de Gálata, construida por los genoveses.

- Museo de Arte Moderno de Estambul.
- Museo de los Mosaicos.
- Centro cultural de Atatürk
- Museo de la inocencia.

### Vida urbana, barrios y estructuras de transporte
- Plaza Taksim
- Avenida de İstiklal
- Gran Bazar
- Bazar de las Especias
- Beyoğlu
- Kadıköy
- Nişantaşı, centro comercial y barrio de buenos cafés y restaurantes, en el distrito Şişli.
- Bağdat Caddesi, paseo cosmopolita de la parte asiática de la ciudad.
- Parque Gülhane, parque que rodea el palacio Topkapı.
- Islas de los Príncipes.
- Cuerno de Oro
- Puente Gálata
- Puente del Bósforo
- Puente de Fatih Sultan Mehmet
- Tünel

## Transporte

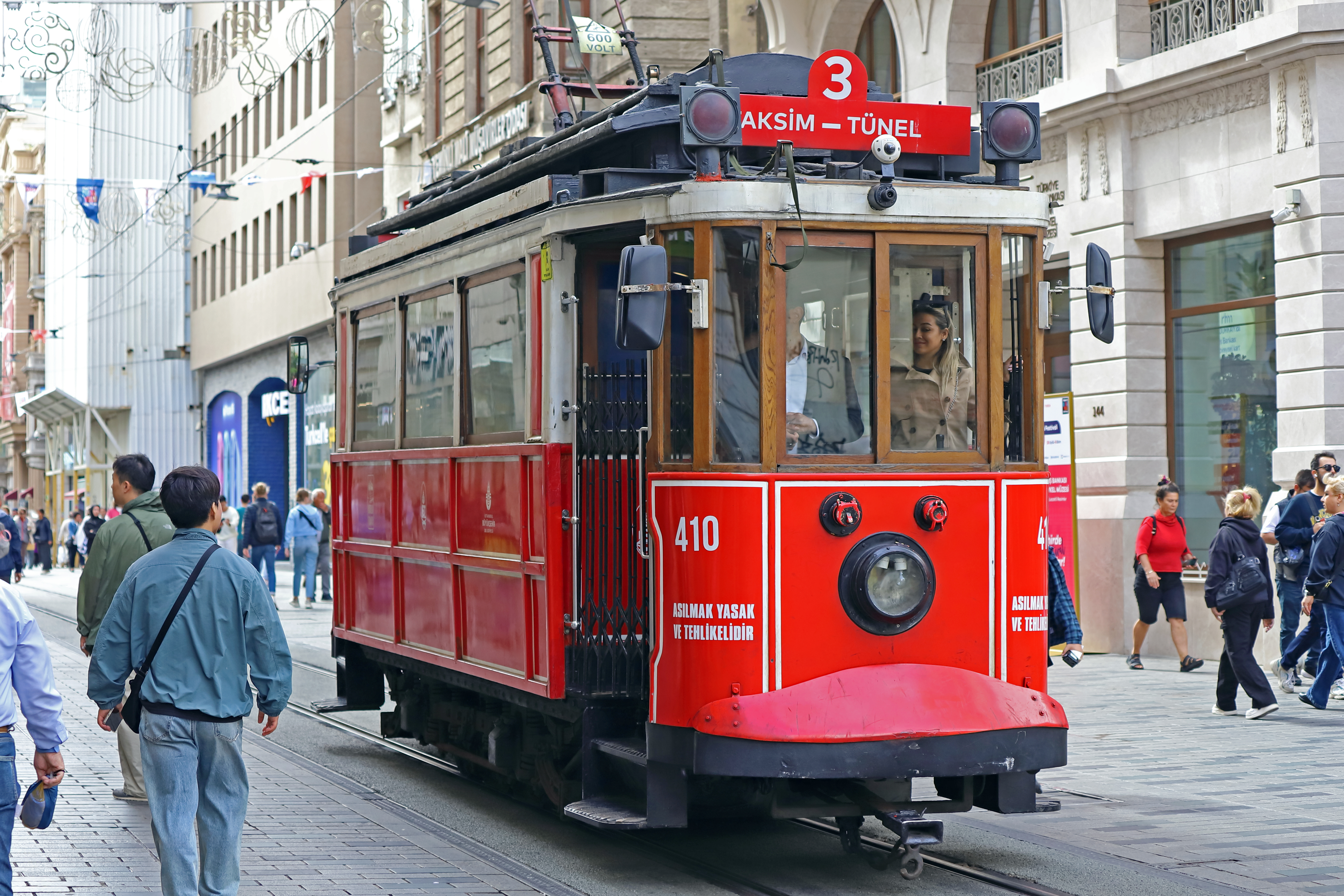
Línea del tranvía histórico en la avenida de İstiklal.

El tünel es el segundo transporte más antiguo de ferrocarril subterráneo en el mundo, está en servicio desde 1875. que recorre 573 m de largo con una diferencia de cota de 60 m sin ninguna estación intermedia entre Karaköy y Tünel, al inicio de la avenida de İstiklal en Beyoğlu, en la parte europea. Dos trenes circulan por una sola vía cada 3,5 minutos y un viaje dura un minuto y medio. Transporta alrededor de 15 000 personas diariamente.

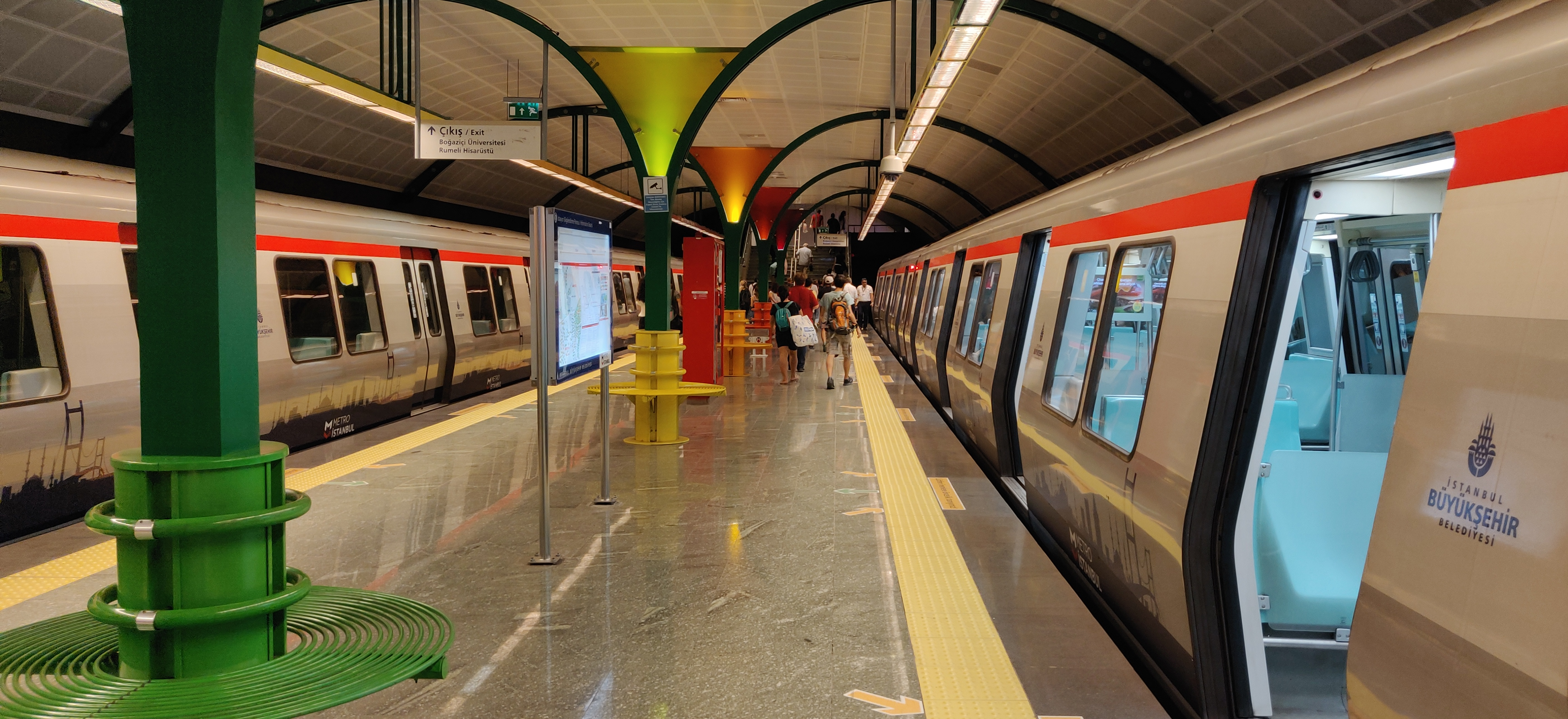
Una parada en Metro de Estambul.

Estambul cuenta con un moderno sistema de transporte compuesto por autobús de tránsito rápido, metro, tranvía, funicular, tranvía histórico, tren de cercanías, transbordadores y ferry. Marmaray es un ambicioso proyecto en el cual, a través de un túnel submarino, se han conectado mediante dos líneas de metro ambos lados del Bósforo. Marmaray se inauguró el 29 de octubre de 2013, 90.º aniversario de la República turca.
Tranvía histórico hacia el final de 1990, se puso de nuevo en servicio un tranvía histórico entre Taksim y Tünel, una única línea de 1.6 kilómetros de largo.
El Túnel Eurasia, inaugurado en 2016 es el más profundo del mundo (hecho a 106 metros de profundidad por debajo del estrecho del Bósforo).
En 2009 se introdujo la Istanbulkart, una tarjeta de transporte sin contacto para reemplazar los antiguos boletos y fichas en el sistema de transporte público de Estambul. Esta tarjeta sirve para la mayoría de los transportes de la ciudad.
La conexión más importante entre Estambul y las provincias y distritos de Turquía es la Gran Terminal de Autobuses de Estambul. Aunque su nombre original es Terminal de autobuses de Estambul Esenler, está ubicada en el distrito de Bayrampaşa de Estambul, su nombre permaneció como Terminal de autobuses de Esenler porque está ubicada cerca del distrito de Esenler. La estación de autobuses, cuyas bases se colocaron en 1987, se inauguró en 1994. La terminal de autobuses de Estambul Esenler, donde hoy operan más de 270 compañías de autobuses, es una línea utilizada por los pasajeros que llegan al aeropuerto de Estambul desde el extranjero para llegar a 81 ciudades de Turquía.

## Cultura
Estambul es la ciudad más grande y más occidentalizada de Turquía. Gracias a su situación entre dos continentes, la cultura de la capital económica turca es muy rica. Esto motivó la decisión por parte del Parlamento Europeo que la Capital Europea de la Cultura en 2010 fuera Estambul, junto a Pécs (Hungría) y Essen (Alemania). En el año 2004, la ciudad fue sede del Festival de la Canción de Eurovisión 2004.

## Educación

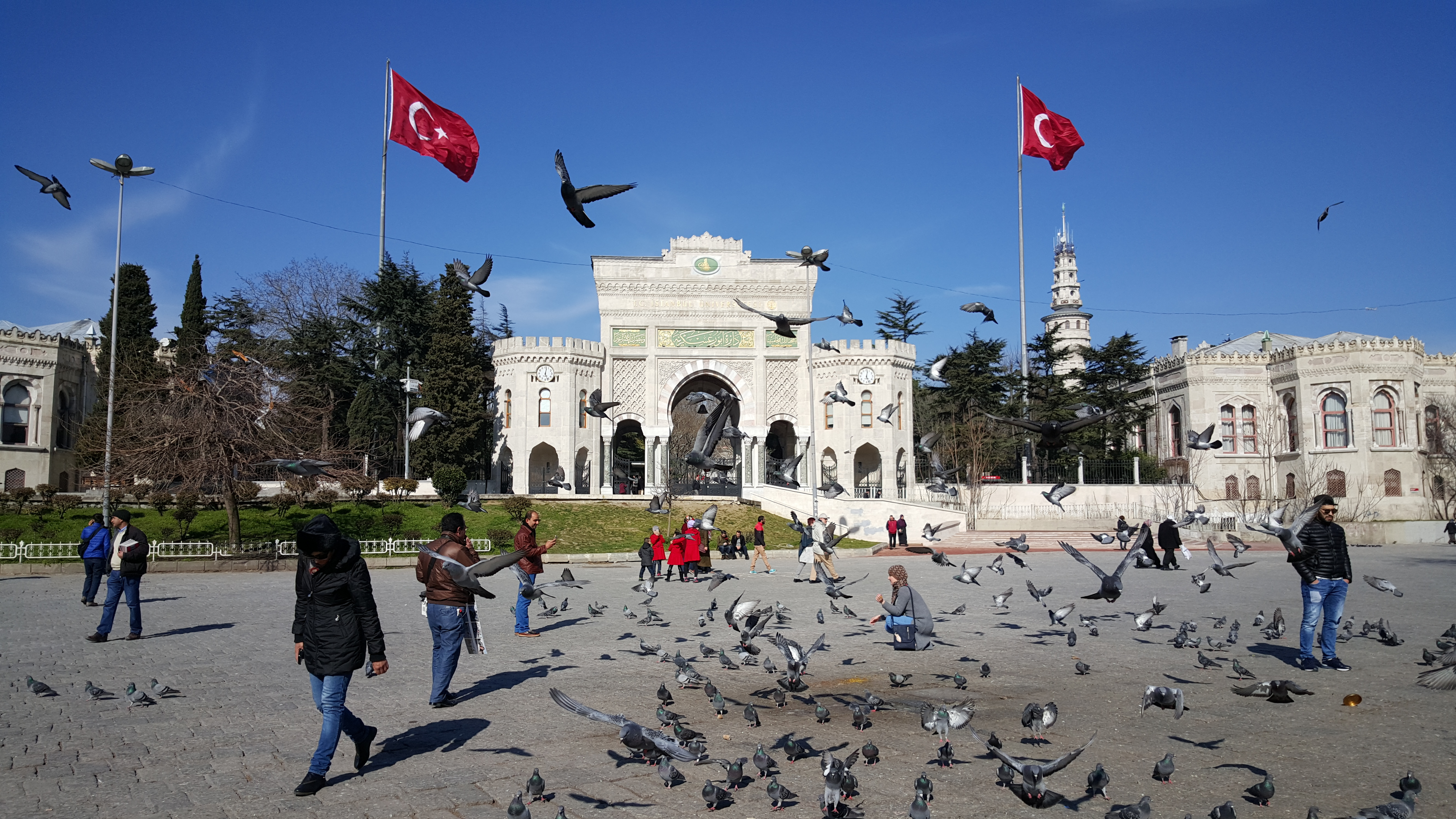
Universidad de Estambul (1453)

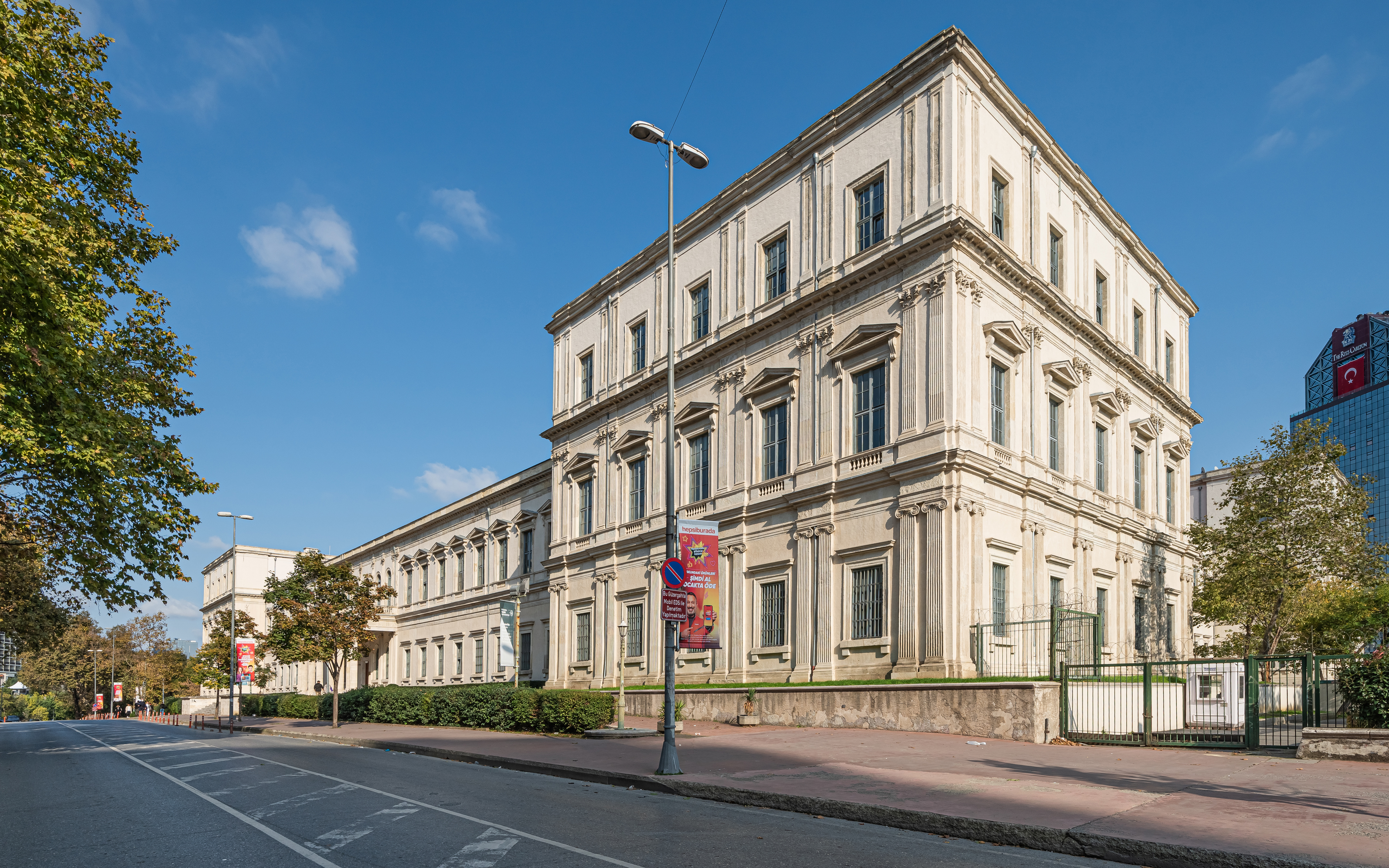
Universidad Politécnica de Estambul (1773)

Estambul alberga un gran número de universidades. La mayoría son públicas, pero en los años recientes se ha visto un aumento en el número de universidades privadas.
- Altınbaş Üniversitesi
- Bahçeşehir Üniversitesi
- Beykent Üniversitesi
- Boğaziçi Üniversitesi
- Deniz Harp Okulu (Escuela Naval).
- Doğuş Üniversitesi
- Fatih Sultan Mehmet Vakıf Üniversitesi
- Galatasaray Üniversitesi
- Gedik Üniversitesi
- Haliç Üniversitesi
- Hava Harp Okulu (Escuela Aérea).
- Işık Üniversitesi
- İstanbul 29 Mayıs Üniversitesi
- İstanbul Arel Üniversitesi
- İstanbul Bilgi Üniversitesi
- İstanbul Bilim Üniversitesi
- İstanbul Kültür Üniversitesi
- İstanbul Medipol Üniversitesi
- İstanbul Okan Üniversitesi
- İstanbul Sabahattin Zaim Üniversitesi
- İstanbul Teknik Üniversitesi
- İstanbul Ticaret Üniversitesi
- İstanbul Üniversitesi
- Kadir Has Üniversitesi
- Koç Üniversitesi
- Maltepe Üniversitesi
- Marmara Üniversitesi
- Mimar Sinan Güzel Sanatlar Üniversitesi
- Nişantaşı Üniversitesi
- Özyeğin Üniversitesi
- Sabancı Üniversitesi
- Yeditepe Üniversitesi
- Piri Reis Üniversitesi
- Üsküdar Üniversitesi
- Yıldız Teknik Üniversitesi

## Deportes
| Club                   | Deporte    | Fundación | Liga                            | Estadio                      |
| ---------------------- | ---------- | --------- | ------------------------------- | ---------------------------- |
| Beşiktaş JK            | Fútbol     | 1903      | Süper Lig                       | Vodafone Park                |
| Galatasaray SK         | Fútbol     | 1905      | Süper Lig                       | Nef Stadium                  |
| Fenerbahçe SK          | Fútbol     | 1907      | Süper Lig                       | Şükrü Saracoğlu Stadium      |
| Kasımpaşa SK           | Fútbol     | 1921      | Süper Lig                       | Recep Tayyip Erdoğan Stadium |
| Estambul Başakşehir SK | Fútbol     | 2014      | Süper Lig                       | Başakşehir Arena             |
| İstanbulspor AS        | Fútbol     | 1926      | 2.ª división turca              | Necmi Kadıoğlu Stadium       |
| Beşiktaş Cola Turka    | Baloncesto | 1967      | Türkiye Basketbol Ligi          | BJK Akatlar Arena            |
| Galatasaray Café Crown | Baloncesto | 1911      | Türkiye Basketbol Ligi          | Ayhan Şahenk Sports Hall     |
| Fenerbahçe Beko        | Baloncesto | 1913      | Türkiye Basketbol Ligi          | Ülker Sports Arena           |
| Anadolu Efes           | Baloncesto | 1976      | Türkiye Basketbol Ligi          | Sinan Erdem Spor Salonu      |
| Beykoz 1908            | Baloncesto | 1908      | Türkiye Basketbol Ligi          | R. Şahin Köktürk Sports Hall |
| Darüşşafaka S.K.       | Baloncesto | 1914      | Türkiye Basketbol Ligi          | Ayhan Şahenk Sports Hall     |
| Tekelspor              | Baloncesto | 1941      | Türkiye Basketbol Ligi          | Haldun Alagaş Sports Hall    |
| Eczacıbaşı VitrA       | Voleibol   | 1966      | Liga turca femenina de voleibol | Eczacıbaşı Sports Hall       |
| Vakıfbank S.K.         | Voleibol   | 1986      | Liga turca femenina de voleibol | Haldun Alagaş Sports Hall    |
| Fenerbahçe             | Voleibol   | 1928      | Liga turca femenina de voleibol | TVF Burhan Felek Sport Hall  |

| Predecesor: Cracovia | Ciudad Europea 2027 | Sucesor: - |

## Estambul en la literatura
La ciudad aparece en varias obras de la literatura turca: Me llamo Rojo (Benim Adım Kırmızı), una novela de 1998 escrita por Orhan Pamuk ambientado en el Estambul del siglo XVI. También figura en İstanbul'u dinliyorum ("Estoy escuchando a Estambul"), un poema de Orhan Veli, y İstanbul Ağrısı ("Dolor de Estambul"), un poema de Attila İlhan.
Es escenario también de la novela Constantinópolis, de Edmondo De Amicis, y de Estambul otomano, de Juan Goytisolo.

## Ciudades hermanadas
Las ciudades hermanadas con Estambul son:
Europa
- Atenas, Grecia
- Bakú, Azerbaiyán
- Berlín, Alemania
- Almaty, Kazajistán
- Barcelona, España
- Budapest, Hungría
- Köln, Alemania
- Constanza, Rumania
- Durrës, Albania
- Florencia, Italia
- Londres, Reino Unido
- Odesa, Ucrania
- Plovdiv, Bulgaria
- Praha, República Checa
- San Petersburgo, Rusia
- Sarajevo, Bosnia y Herzegovina
- Skopie, Macedonia del Norte
- Sverige, Suecia
- Kazán, Rusia
- Strasbourg, Francia
- Venecia, Italia
- Varsovia, Polonia

Asia
- Amán, Jordania
- Beirut, Líbano
- Busán, Corea del Sur
- Damasco, Siria
- Dubái, Emiratos Árabes Unidos
- Ciudad Ho Chi Minh, Vietnam
- Isfahán, Irán
- Yakarta, Indonesia
- Yeda, Arabia Saudita
- Johor Bahru, Malasia
- Kabul, Afganistán
- Lahore, Pakistán
- Mary, Turkmenistán
- Osh, Kirguistán
- Samarcanda, Uzbekistán
- Shanghái, China
- Shimonoseki, Japón
- Surabaya, Indonesia
- Tabriz, Irán
- Xi'an, China
- Teherán, Irán[42]

América
- Cartagena, Colombia
- Tijuana, México
- Caracas, Venezuela
- La Habana, Cuba
- Houston, Estados Unidos
- Ciudad de México, México
- Río de Janeiro, Brasil
- Toronto, Canadá
- Montevideo, Uruguay
- Bogotá, Colombia

África
- El Cairo, Egipto
- Constantina, Argelia
- Jartum, Sudán
- Rabat, Marruecos